# ガンダムビルドダイバーズ
『ガンダムビルドダイバーズ』（英: Gundam Build Divers、略:GBD）は、2018年4月3日から9月25日までテレビ東京系列ほかにて放送された日本のテレビアニメ。「ガンダムシリーズ」に登場する兵器のプラモデル「ガンプラ」を用いた「ガンプラバトル」を題材としており、過去に放送された『ガンダムビルドファイターズ (GBF)』や『ガンダムビルドファイターズトライ (GBF-T)』、2019年10月から2020年8月までネット配信された続編『ガンダムビルドダイバーズRe:RISE』と合わせて「ガンダムビルドシリーズ」と総称される。

## 製作

### 制作経緯
本作は、『ガンダムビルドファイターズ GMの逆襲』や『ガンダムビルドファイターズ バトローグ』が一段落ついたことを受けて立ち上げられた作品であり、「登場人物が自分のガンプラを操縦して戦う」という基本要素以外は、前2作とはストーリーが連続しない別作品として制作される。これには、『GBF』企画時の狙いであった「ガンプラに触れたことのない新規層に作品を見てもらう」ことを再び目的にしていることが背景にある。
また、スタッフ面では、監督や多くのメカニックデザイナーが『GBF-T』より続投する一方で、前2作の主要スタッフだった黒田洋介の意見に鑑みて、シリーズ構成に木村暢、メインの作画陣に若いアニメーターを起用するなど入れ替えも図られている。

### 作風・演出
前2作では現実世界で行われる対戦競技だったガンプラバトルが、本作では仮想世界で行われるオンラインゲームとして描かれることが決定的な違いとして挙げられる。この設定は、スマートフォンやソーシャルゲームが浸透した新規ユーザーの目にガンプラを未来的かつ魅力的に映す狙いがあり、漫画『プラモ狂四郎』のプラモシミュレーションのようなシステムの方が、前2作のプラフスキー粒子のようなファンタジー寄りの技術よりも現実的であるという考えにもとづいている。これに伴い、ゲーム内ではガンプラの体感サイズが従来のガンダム作品と同じサイズで表現されるほか、キャラクターが多種多様なアバターとして登場するなど、演出面でも違いが生まれている。
一方、ネットゲームを舞台とする設定は、視聴者にガンプラの必要性を懐疑させ、ともすれば主要商品の展開に影響を与えかねないため、「作り込みの差がガンプラの性能を決定する」「ガンプラを自分の手で直接ケアしないとデータ上のダメージは修復されない」などの設定を登場させることで、劇中におけるガンプラの存在意義を生み出している。

### プロモーション
2018年2月2日におこなわれた「ガンダムビルドシリーズ 新作発表会」にて制作が発表され、主要スタッフおよび担当声優が公開された。これと同時に、インターネット上では本編第1話につながるスペシャルフィルム『「ガンダムビルドダイバーズ」プロローグ』が配信された。

## あらすじ
ネットワークゲーム「ガンプラバトル・ネクサスオンライン」 (GBN) が人気を博す世界。主人公のミカミ・リクは、GBN王者のクジョウ・キョウヤとそのライバル、ロンメルによるガンプラバトルを目の当たりにしたことから、GBNに魅了される。親友のユッキーことヒダカ・ユキオや同級生のヤシロ・モモカとともにGBNのプレイヤー「ダイバー」となったリクは、愛機のガンダムダブルオーダイバーを駆り、GBNでしか会えない謎の少女サラ、打倒キョウヤを目指す鬼人オーガ、徒手格闘を極めんとする人狼の格闘家タイガーウルフ、くノ一姿の少女アヤメ、凄腕ガンプラビルダーの妖狐シャフリヤールなど、さまざまな人物との出会いや冒険を経験する。やがて、リクたちは自分たちのフォース「ビルドダイバーズ」を結成し、仲間たちとともにガンプラを楽しみ、そして切磋琢磨するために活動を開始する。
一方、GBN内では不正ツール「ブレイクデカール」によってガンプラの性能を引き上げ一般ダイバーに妨害行為を働く「マスダイバー」が蔓延しており、運営側でも対処しきれない事態が発生していた。キョウヤは有志を募ってマスダイバーの撲滅に乗り出し、ついにその元凶を突き止める。ダブルオーダイバーから発現した超常的な力によって元凶のガンプラは倒され、GBNの事態は収拾に向かうが、ブレイクデカールを作り出した黒幕であるシバ・ツカサはリクを名指しで呼び出し、仮想世界ではなく現実世界でガンプラを動かして戦う「GPデュエル(GPD)」での勝負を申し入れる。データ上だけでなく実際にガンプラが損傷するGPDこそがガンプラバトルの真の姿と信じるツカサは、GBNを欺瞞に満ちた世界だとして崩壊をもくろんでいた。リクはツカサの思いを受け止めつつ、GBNもガンプラを愛する者が集う場所だと強く訴え、ダブルオーダイバーの大破と引き換えに辛勝する。
戦いを経てガンプラやGBNへの想いをさらに強くしたリクは、ダブルオーダイバーの魂を引き継ぐガンダムダブルオースカイを完成させ、キョウヤやロンメルでさえクリアできなかった難関ミッション「ロータスチャレンジ」を初めて攻略する。これをきっかけに「ビルドダイバーズ」はGBN内で大きな注目を集め、上位ランカーたちもその成長に大きな関心を示ようになる。
そのころ、GBN内ではブレイクデカールとは違う新たなバグが発生し始め、放置しておけばGBN全体を崩壊させるほどの危険なものであることが明らかになる。運営側の調査の結果、発生源はサラであることと、彼女はGBNの余剰データが集まって形成された電子生命体「ELダイバー」であることが判明する。運営側の統括責任者であるゲームマスターは、サラを消滅させてバグを消去する修正パッチの作成に取りかかると同時に、彼女を危険な存在として全プレイヤーに通知する。「ビルドダイバーズ」はサラを救うために奔走し、メンバーの一員であるコーイチの発案により、サラの意識をGPD用の実機にサルベージするという作戦を実行に移す。しかし、その成功率は多く見積もっても12パーセントに過ぎず、失敗すればGBNを崩壊させかねないため、キョウヤたち有志連合やゲームマスターは難色を示す。
それでもリクたちはわずかな可能性にかけ、サラを軟禁している有志連合に「自分たちがサラの奪還に成功した場合には、サルベージ計画を実行させる」という条件で、彼我戦力差1対1万以上という圧倒的不利を承知で決戦を挑む。フォースを抜けて助っ人に参加したマギーやタイガーウルフ、本気で戦いたいと思いあえて連合側に回ったシャフリヤール、そして土壇場で参戦したオーガ率いるフォース「百鬼」の援護を得てリクたちはサラの奪還に成功するが、帰還直後に残っていたバグが集結してレイドボスとの融合や凶暴化を経てタワーに立てこもるという、緊急事態が発生する。「ビルドダイバーズ」はサラの救出に加えてGBNの雌雄を決するため、バグとの最終決戦に挑む。
バグに圧倒的な戦闘力と無限の再生能力、さらには膨大な複製能力まで駆使された結果、「ビルドダイバーズ」は再び窮地に追い込まれる。そこに、サラを救おうとするリクたちに心を動かされたダイバーたちが次々と援護に現れ、さらにはゲームマスター率いる運営陣もサラを救うために立ち上がり、激戦の末に勝利した「ビルドダイバーズ」はサルベージに挑む。サラは膨大な情報量に呑まれかけるが、仲間たちの想いに応えるためにこれを乗り越え、ついに現実世界にサルベージされる。
後日、現実世界での自身の体「モビルドールサラ」を得たサラと「ビルドダイバーズ」は、「もっと多くのことを知るべく皆で新しい世界を行こう」というリクによる提案のもと、新たな世界へ向かっていく。

## 作中設定・用語
ガンプラバトル・ネクサスオンライン (GBN)
システム音声 - 高橋未奈美
電脳仮想空間「ディメンション」内でガンプラバトルを中心としたミッションを楽しむ、世界規模の最新ネットワークゲーム。ダイバーギアさえあればガンプラなしでもログインできることから利用目的はさまざまで、ガンプラを用いたバトルやミッションだけでなく、チャットや情報収集に利用するプレイヤーも多く存在し、GBNから所有権を認められているフィールドを集めるフィールドコレクターも存在する。ミッションクリア報酬で得られたガンプラのパーツデータは、専用の射出成型機で実際に金型を製造できる。仮想通貨の単位は「ビルドコイン」。
ログインは基本的に大型の専門店にある専用筐体を介しておこなうことが多いが、家庭でログイン可能な筐体も発売されている。歴代ガンダム作品に登場する世界や地形を忠実に再現しており、地上のみならず宇宙エリアも存在する。また、本作オリジナルのエリアも存在する。
エスタニア・エリア
アジアン・サーバーに存在する中華風エリア。リクたちがログインした総合受付からは距離があるため、専用のゲートを通ってアジアン・サーバーまで移動する必要がある。フォース「虎武龍」の拠点が存在する。
ペリシア・エリア
ガンプラビルダーの聖地とされる中立エリア。砂漠に存在しており、ランクによってガンプラの乗り入れが制限されている。エリア内は常に砂が飛び交っているため、ガンプラを使用するには可動部分への防塵処理が必須となる。
エリア11
通常の設定では上位ランカーが入れない初心者用サーバーに存在するエリア。エリア内にあるラグランジュ4の資源衛星群には、ブレイクデカールの密売人であるシバ・ツカサの拠点が存在している。

ダイバー
GBNにユーザー登録したプレイヤーたちの通称。ゲーム内では「ダイバールック」と呼ばれる各種のアバターの姿で活動する。オンラインゲームゆえに性別や服装は自由で、「ガンダムシリーズ」の各作品に登場するキャラクターに似せたり、動物やメカなど人間以外の姿に設定することもできる。仮登録時は「ガンダムシリーズ」のマスコットロボットである「ハロ」の姿で活動することになるが、その状態でもアクセサリーパーツによるアレンジは可能。本登録後もダイバールックを変える義務はなく、そのままハロの姿で活動するダイバーもいる。ログイン中は現実世界のように触覚や痛覚を感じるものの肉体的な負傷や疲労はなく、自身の精神を操作することによって生身でMSと戦えるほどの身体能力を発揮することも可能であるが、アバターを射殺されるなどの介入に遭った場合は強制ログアウトとなることがある。
各ダイバーはバトルやミッションの成績に応じたダイバーポイントの獲得を基本目的とし、バトルの勝者は敗者のポイントを徴収できる。一定ポイントに応じたランクアップをすることで、さまざまな特典を受けられるようになる。
GBNが世界規模の人気ゆえにダイバーの数は非常に多く、運営側の目が行き届かないところで犯罪や不正行為に手を染める悪質なダイバーもいる。
マスダイバー
おもに連戦ミッションや初心者用の簡易ミッションにおいてプレイヤーキラーまがいの妨害行為を行うダイバー。ランクの低い初心者や下位ランカーを中心に広がっており、彼らが使用するブレイクデカールの影響でディメンション内に深刻なバグが頻発しているため、運営は対策に迫られている。しかし、ブレイクデカールの秘匿性の高さやGBNの広大さもあり、対応が後手に回っている。
有志連合による大規模討伐戦後はマスダイバーによる被害報告が激減する。
ELダイバー（エルダイバー）
存在するだけでGBN全体にバグを蔓延させる危険な存在として、運営側がサラに付けた呼称。修正パッチの適用により消滅させることが可能とされるが、それはサラの人格の消滅＝死を意味している。本作に登場するELダイバーはサラのみだが、2年後である続編の『Re:RISE』では、新たに発見された87人のELダイバーたちが運営の保護のもとで日常生活を送っている。

ブレイクデカール
マスダイバーたちが使用するナノICチップを練り込んだ非公式ツール。ガンプラ製作の際にこれを張り付けてGBNにログインすることで、スキャニング時にシステムにブレイクデカールの不正コードを強制的に割り込ませる。GBN内で不正コードを使用したガンプラは紫色のオーラのようなエフェクトをまとい、システムに定められた数値以上に機体性能が大幅に向上する。ダイバーの任意でオンオフは可能だが、ガンプラの完成度が低いと行動不能に陥るほどの負荷がかかり、バグの影響でバトル中のリタイアが不可能になるなど、使用者自身へのリスクも増大する。劇中では回を重ねるごとに性能が進化しており、中盤に登場した強化型は通常では不可能な変形や、DG細胞のような再生機能を有している。
簡単に強くなれることとから実力に劣等感を抱く初心者を中心に蔓延しており、さらに一度使用を止めればプログラムやガンプラにも異常や痕跡がいっさい残らないため運営側も証拠不十分として処理せざるを得ず、実際に使用しているマスダイバーをバトルで倒す以外に有効策はない。
有志連合によるマスダイバー討伐戦以降は、ダブルオーダイバーがブレイクデカールを無効化させる際に発現した「光の翼」のデータを参考に運営側もブレイクデカール無効化パッチの開発に着手したことで、根絶のめどが立つ。
ビルドデカール
ELダイバーとして捕らわれたサラを救うべく、コーイチがシバの協力を受けて開発したツール。ブレイクデカールのICチップを転用してディメンション内にあるサラの人格データをサルベージし、ガンプラサイズの義体に移植することで現実世界にサラを存在させることができる。ただし、計画当初の成功予想率は5パーセント、開発の進行後も12パーセントという低確率で、サルベージに失敗すればサラのデータが破壊されてディメンション中に散らばり、GBNの崩壊が加速するリスクがある。
ダイバーギア
GBNにログインするための小型端末。角を切り落とした三角形のプレート状で、所有するダイバーの情報が記録されているほか、中央部はガンプラのスキャニング装置を兼ねた台座となっている。
フォース
共通の目的をもつダイバーたちで結成される部隊システム。フォースごとの人数制限はなく、たとえメンバーがひとりだけでもフォースを名乗れる。フォース専用のミッションに参加したり、それに応じたフォースポイントの獲得が可能となるが、結成にはメンバー全員の個人ランクがD以上という条件がある。個人活動のダイバーと同様にフォースの活動目的はさまざまであるが、マスダイバーたちで構成される非合法活動のフォースも存在する。
フォースネスト
各フォースごとに与えられる拠点。メンバー同士の会合や作戦会議の場として用いられる。フォースランクが低いと簡単な設備しかないが、得点で得られる家具などでカスタマイズすることが可能で、上位フォースは広大な屋敷や宮殿を所有している。
アライアンス
フォース同士によるフレンド関係。アライアンスを結ぶことでバトルイベントの有無に関係なくフレンドリーマッチが可能で、シーズンラストイベントのレイドバトルでも共闘が可能となる。

ガンプラフォースバトルトーナメント
毎年開催される最強フォースの決定戦。作中では第14回まで開催されている。10人編成のフォース2組による対戦で勝敗を争い、各フォースごとに1機設定されたフラッグ機を撃墜したフォースが勝利となる。フラッグ機はリーダー機以外でも自由に設定可能であるうえ、対戦するフォースは互いのフラッグ機がどれなのかは知らされず、いかにして敵のフラッグ機を捜し出すか、そして味方のフラッグ機を隠し守るかが重要な戦略となる。
トランザムシステム
『機動戦士ガンダム00』に登場する、短時間のみ機体性能を飛躍的に高めるシステム。本来は無関係のガンプラでも、同作品に登場する半永久機関「GNドライヴ」（太陽炉）を搭載すればGBN内で再現可能となるが、使用できるかはガンプラの完成度に左右されるうえ、完成度が低い場合は負荷に耐えられず深刻な損傷を受ける。
必殺技
Cランク以上のダイバーが使用できる高威力の固有技。どのような技となるかは、各ダイバーの経験やガンプラの特性に委ねられる。
GPデュエル (GPD)
システム音声 - 中里望
ガンプラを実際に動かしてバトルをおこなうシミュレーションマシン。基本操作はGBNと変わりないが、プレイ中に受けた損傷はそのままガンプラに反映され、撃墜されれば修復不可能なほどの破損をこうむる。本編開始時点の約4年前まで流行していたが、次第にGBNに取って代わられ、ほとんど利用者はいなくなっている。
ガンプラを実際に動かす点は『GBF』『GBF-T』と共通であるが、バトル開始時に「プラネットコーティング」がガンプラに施される以外はどのような原理で動いているかは不明。また、ガンプラのダメージレベル設定が存在せず、ダメージを負えば必ず破損するなど、『GBF』に近い設定となっている。
射出成形機
ガンダムベースのファクトリーゾーンにある小型射出成形機。クリア報酬で入手したデータをもとに、パーツを成型する。
なお、実在の『THE GUNDAM BASE TOKYO』ファクトリーゾーンにも射出成形機が展示されている。
フォースフェス
GBNで行われているフォース限定のイベント。ガンプラを用いたレース、スポーツ、ダンス、カラオケ大会などさまざまなジャンルがあり、参加すると特別なアイテムや会場エリアだけで使えるコスチュームを入手できる。
バトランダムミッション
月に一度開催されるフォースの対抗戦イベント。対戦の組み合わせやバトルフィールドなどは、エントリー当初は明かされず、運営側が各フォースのレベルを考慮したうえでバトル直前にランダムで決定する。
有志連合
キョウヤがマスダイバーに対抗するため、信頼のおけるダイバーやフォースを集めて組織した連合軍。事件解決後は一度解散するが、サラの存在によるGBN崩壊の事態を知ったダイバーたちの混乱の収拾と、ELダイバーの救出方法を見つけるまでの時間稼ぎの妥協案としてキョウヤが再結成し、サラの存続を主張する「ビルドダイバーズ」とのあいだでおこなわれる後述の戦い「第2次有志連合戦」で決着をつけることとなる。
ロータスチャレンジ
フォース「ロータス」が主催するミッションで、ラビアンローズをフォースネストとして改修した、ヤドカリ型のロータス要塞（別名：ラビアンクラブ）を15分以内に攻略することを最終目標としている。挑戦者は地上から出撃し、高度400キロメートルの熱圏に存在する要塞を目指すことになるが、宇宙まで上がるのには最短でも10分近くかかり、そこからさらに機雷源・対ビーム発生機・対空装備に囲まれ、ロータスのメンバーが防衛する要塞のコアユニットを破壊する必要がある。賞金は3000万ビルドコインと、運営以外が主催するミッションとしては破格であるが、AVALONやロンメル隊でさえも5回以上挑戦して一度もクリアできておらず、これまでにクリアしたフォースはいないほどの非常に高い難易度を有する。
アヤメの一言で参加することになったリクたち「ビルドダイバーズ」により、制限時間寸前で初めてクリアされる。
ミラーミッション
月に1回開催され、四つのミッションを経て最終ミッションに挑戦する限定ミッション。エントリー人数に制限はないが、複数人が同時にエントリーした場合は一緒に行動しなければならない仕様となっている。ミッション内容はNPDモンスターとの戦闘以外は千本ノック、知恵の輪、アスレチックなど、一見するとガンプラバトルに関係のない内容ばかりだが、最終ミッションはこれまでのミッションでの戦闘データを解析した自分自身のガンプラの色違い機との戦闘となる。事実上自分自身との戦闘となるため、キョウヤたち上位ランカーによる挑戦も多い。
G5アタック（ジーファイブアタック）
自機1機で、歴代のガンダム作品の主役機5機と一度に戦い、クリアタイムを競う難関ミッション。
ナデシコアスロン
海外の有名ブランド「サザメス」との提携のもとで開催される、女性ダイバー限定のトライアスロン大会。ダイバー自身が参加しておこなわれるスポーツレースイベントで、レース中は自分のガンプラやマシンの使用が禁止され、種目間に設置されたチェックポイントで出される課題をクリアしなければ、次の種目に進めないルールとなっている。出される課題は、キットの早組み競走から、ガンプラを用いたSNS用写真の評価対決、同じくガンプラを用いたトントン相撲など、いずれもガンプラに関連するものとなっている。さらに、コースの各所にレアアイテムを入手可能な仕掛けも設置されている。優勝者には提携企業から贈られる賞品と、GBNのイメージガールになる権利が与えられる。
作中の大会でバグの影響を回避するために参加者が自分のガンプラを使用した際には本来は失格となるはずであるが、通信障害など運営の不手際もあり、例外的に不問となる。
第2次有志連合戦
「ビルドダイバーズ」およびその賛同者と、「AVALON」を中心とする有志連合とのあいだでおこなわれる、ELダイバー・サラの存亡を懸けた大規模フラッグ戦の総称。戦いは圧倒的に戦力が劣っていた「ビルドダイバーズ」側が勝利し、2年後の『RE:RISE』の時代でも「ビルドダイバーズ」の名声は広く語り継がれている。

## 登場人物

### ビルドダイバーズ
主人公のリクをリーダーとする新興フォース。リクを含めた3名はGBN初心者だが、上級者であるコーイチとアヤメの2名が加入したことで急成長を遂げ、ランキング上位のダイバーたちから注目されるフォースとなる。
リク（ミカミ・リク）
声 - 小林裕介
本作の主人公。臨海都市に住む14歳の中学生。使用ガンプラはガンダムダブルオーダイバー→ガンダムダブルオーダイバーエース→ガンダムダブルオースカイ。親友のユッキーからは「リッくん」の愛称で呼ばれる。通常のヘアスタイルにジャージ風姿で左胸を大きく覆った皮鎧を纏ったアーチャー風のアバターを使用する。何事もそつなくこなせる器用さゆえに心の底から熱中できるものがなかったが、キョウヤのバトルを観戦したことがきっかけでGBNの楽しさに目覚め、14歳の誕生日を迎えると同時に、両親からの「プレイ時間は1日2時間まで」「学業をおろそかにしない」という条件付きでダイバー活動を始める。
その人柄とセンスは早くから上位のダイバーたちに注目され、彼らが主宰するフォースに勧誘されるが、それを断ってビルドダイバーズを結成する。幾多の経験を経て上位ダイバーとも互角以上に渡り合あう実力を得る。
ユッキー（ヒダカ・ユキオ）
声 - 藤原夏海
リクの同級生でともにGBNを始める眼鏡の少年。使用ガンプラはジムIIIビームマスター→ジェガンブラストマスター。丈の長い上着と裾の広いボトムズを穿きキャスケット風の帽子をかぶったアバターを使用。大人を凌駕するほど豊富なガンダムシリーズへの愛情と知識に加え、ビルダーとしても高い技術力をもつ。
物語開始以前からのリクの友人であり、ガンダムバトルのチケットをプレゼントしたことでリクをこの道に導いた。近接戦闘主体のフォースメンバー中にあって唯一の遠距離支援型戦闘を主体とするバトルスタイルをとる。急成長するリクの姿を見て一時は劣等感を抱くようになるが、ミラーミッションで同じ境遇にあるドージと共闘したことをきっかけに乗り越える。
モモ（ヤシロ・モモカ）
声 - 稗田寧々
リクの同級生で女子サッカー部員。使用ガンプラはカプル（レンタル品）→モモカプル。積極的な性格だが、「可愛いものこそ正義」という女の子らしい感性もあわせもつ。当初、レンタルアバターのピンクのハロで参加、その後ノースリーブのブラウスとミニスカートという軽装備をアバターとする。ハロだった時に猫耳を着けてもらったのを気に入ったことで自身のアバターには猫耳と尻尾が付いている。また、アバター時は後ろ髪が追加されている。
当初はリクの運動能力に着目してサッカー部に勧誘しようとするが、その過程でGBNの存在を知り、やがてキョウヤのバトルに魅了されたことでサッカーを続けつつ本格的にプレイを始める。ガンダム作品やガンプラに関する知識は疎いものの、運動神経のよさから操縦技術は高い。
サラ
声 - 照井春佳
初めてGBNをプレイしていたリクとユキオが出会う少女。ビルダーしか知り得ないはずのガンプラへの想いを読み取る、厳重に秘匿されているシバの拠点を感じ取るなど、不思議な感性をもつ。ガンプラは所有しておらず、リクたちとミッションに参加しても傍観することがほとんどだが、個人ランクはフォース結成に必要なDランクに達している。
正体はGBN内の余剰データから生まれた電子生命体、通称「ELダイバー」。リクたちとの交流によって成長するにつれて無自覚のうちにシステムを圧迫していき、ブレイクデカール事件時の「光の翼」で因子がGBN内に拡散されたことによってシステムへの障害が進み、新たなバグ発生の原因となる。そして、事態を把握した運営側に知られたことにより、GBN全域に素性を公開される。その後、第2次勇士連合戦及びレイドボスバトルを経て自身の存在を皆に認められ、ビルドデカールによって肉体を得ることに成功。2年後はほかのELダイバーの保護活動に従事している。
コーイチ（ナナセ・コウイチ）
声 - 田丸篤志
物語開始の4年前に全日本ガンプラ選手権3位、世界大会総合8位の実績をもつ実力派ビルダー「ケイワン」として活動していた青年。使用ガンプラはガルバルディリベイク。耳の長いエルフのようなアバターを使用する。同じビルダー気質であるシャフリからも製作技術を高く評価されている。かつては仲間たちとGPDに興じていたが、仲間たちの興味がGBNに移ってからは取り残され、失意のうちにガンプラバトルを引退した。現在は落ち込む姿を見かねた妹・ナナミの計らいで、「THE GUNDAM BASE」の展示用模型の製作を請け負っている。
ガンプラへの未練を引きずりつつも、過去の経緯からリクたちからのフォース加入の依頼を拒否し続けるが、食い下がるリクたちの熱意に秘めていた情熱を揺り動かされ、「自分のガンプラは自分で作る」ことを条件として加入を受諾する。当初はGBNのプレイ経験がほとんどなく、メンバーで唯一フォース結成に必要な個人ランクに達していなかったが、短期間でランクを上げ無事に加入する。同時に「THE GUNDAM BASE」の正式な店員となり、技術面と作戦面の両方でリクたちを支える。
元チームメイトのシバが自分と異なり新しい環境になじめずにいた結果、ブレイクデカールの拡散に手を染めていたことを知った際には説得しようとするが拒絶される。しかし、サラを助ける起死回生の案を思いつき再度シバと接触し、ビルドデカールとモビルドールの製作に着手する。
2年後の『RE:RISE』では新設されたELダイバー保護施設「ELバースセンター」の職員となり、シバとともにビルドデカールとモビルドールの製作をおこなっている。
アヤメ（フジサワ・アヤ）
声 - 沼倉愛美
くノ一姿の女性ダイバー。使用ガンプラはRX-零丸。他人との接触を好まないクールな性格だが、ガンプラへの情熱は熱く、可愛いもの好きな一面もある。現実世界ではリクよりも年上の学生で、GBN内とは違っておとなしい印象。ビルダーとしての技術力は高く、SDガンダムにリアル体型への変形機構を組み込んだり、リクのダブルオースカイの製作にも貢献する。
新人時代はSDガンダム愛好者による有力フォース「le chat noir」に所属していたが、連敗による行き詰まりからメンバー間に不和が生まれ、さらにフォースの象徴であるオリジナルガンプラ「絆ガンダム」が傭兵メンバーであったシバに奪われ、それを返還する条件としてシバの手先となる。
リクたちを監視するために素性を隠して「ビルドダイバーズ」に加入するが、リクたちの人柄に触れたことで次第に心境が変化していく。有志連合によるマスダイバー包囲作戦中に、リクたちに素性を明かして対峙するが、リクとサラに説得されて妨害をあきらめる。作戦終了後は罪悪感からリクたちとの接触を絶っていたが、密かにブレイクデカールの購入ルートや販売リストをリークして協力する。その後、リクがシバから絆ガンダムを取り戻したことでかつての仲間との不和も解消され、その恩義に報いるべく現実世界でリクたちと対面。そこで改めて正式に「ビルドダイバーズ」のメンバーとして迎えられる。
ナミ（ナナセ・ナナミ）
声 - 伊藤かな恵
コーイチの妹。模型店「THE GUNDAM BASE」の女性店員。旧知であるリクたちに面倒見よく接するが、ガンプラの知識には疎い。コスプレ趣味があり、初対面のモモカにさまざまなガンダムキャラクターの衣装を着せようとする。「THE GUNDAM BASE」屋上の個人菜園でトマトを栽培している。
ナデシコアスロンの優勝特典を目当てに初めてGBNアカウントを取得し、地球連邦軍の女性軍服をモチーフとしたアバターで活動する。レース後はガンプラの楽しさに目覚め、正式に「ビルドダイバーズ」に加入する。
2年後の『RE:RISE』では現実世界で活動するELダイバーの付き添いをしている。

### AVALON（アヴァロン）
ランキング1位のフォース。第14回ガンプラフォースバトルトーナメント優勝。おもに紫系統に塗装されたガンプラが多く、ネストや小隊名は騎士にちなんだものが多い。
クジョウ・キョウヤ（キスギ・キョウヤ）
声 - 笠間淳
フォースリーダー。昨年のワールドチャンピオンシップトーナメント個人戦を制した最強のチャンピオン。使用ガンプラはガンダムAGEIIマグナム。普段は温和かつ紳士的だが、内に秘めたガンプラバトルへの情熱は誰よりも熱い。
マスダイバーの活動でGBN内にバグが頻発している現状を憂いており、仮面を着けた素性不明のダイバー「キョウヤ」として独自にバグの調査も行っている。バグによって暴走した敵ガンプラを協力して倒したことがきっかけで、リクたちと友人となる。
ロンメルとともにマスダイバーやブレイクデカールへの対応に追われ、その後それらの対策として結成された有志連合の発起人となるが、自身は「マスダイバーも本心ではGBNが好きである」と信じており、シバが雇った傭兵ダイバーたちにGBNに対する情熱がないことを知ると怒りをあらわにする。
ELダイバー騒動では、温情から指名手配されたサラを匿うが、それぞれの事情からGBNを守ろうとするゲームマスターとロンメルからの身柄引き渡しの要求を無下にすることもできず、心情を察したロンメルからの妥協案を受け入れてサラを引き渡す。サラとGBNを両方救う手段を提示してきたリクには内心賛同しながらも、「万に一つの可能性に君が賭けたいというのならそれを押し通せる力があると示して見せなければならない。それが果たせれば君には切り開ける未来が生まれるだろう」と伝え、「ビルドダイバーズ」対有志連合でおこなわれる変則フラッグ戦（第二次有志連合戦）の結果でサラの存亡を決めることを宣言する。リクからの承諾を得ると、決戦用に改良したAGEIIマグナムSV.Verの色と同じ白いコートを纏い、GBN全体で挑戦を受け止めると言う最後にして最大の相手役になることを決める。第二次有志連合戦後の暴走レイドボスとの決戦では、リクとの連携で敵にとどめを刺す。
エミリア
声 - 森なな子
副隊長。使用ガンプラはクランシェ→インパルスガンダムアルク。眼鏡をかけた理知的な女性で、有志連合結成の際にはリクたちのことを実力不足と判断し、招集すべきでないと思っていた。しかしキョウヤやオーガの推薦もあり、彼らの参加を認める。また、アクセサリーのイヤリング選別などにこだわる一面も持っており、勘違いとは言え「ナデシコアスロン」に参加した際には百鬼のローズと張り合う。また面倒見がよく、早組み競技ではランナーからパーツを手でもいでいたナナミを見かねて一から指導する、といった一面を見せる。
カルナ
声 - 中島ヨシキ
副隊長。使用ガンプラはエミリアと色違いのクランシェ→インパルスガンダムランシエ。陽気で調子のいい青年。

### 第七機甲師団（だいななきこうしだん）
ランキング2位の古参フォース。リーダーのダイバー名から「ロンメル隊」と通称される。第14回ガンプラバトルフォーストーナメント準優勝。量産機をベースに、ミリタリー色の強い改造を施したガンプラが多い。新人育成を目的とした下部フォース「第七士官学校」も存在する。
ロンメル
声 - 速水奨
フォースリーダー。白いフェレットのような姿のダイバー。キョウヤや部下からは「ロンメル大佐」と呼ばれる。使用ガンプラはグリモアレッドベレー。容姿に似合わないハードな戦略家で、「智将」と称される。キョウヤとは互いを認め合ったライバル兼友人であり、操縦技術やガンプラへの情熱も負けていない。普段は悠然と構えているが、余裕を失うと駄々をこねる幼い面もある。
GBNに対する想いはキョウヤに負けないほどに強く、有志連合結成時は中心メンバーとしてキョウヤを支える。GBNの世界は身体障害などで現実世界での活動に不自由を抱えるものが自由に過ごせる居場所でもあると考えており、ELダイバー騒動では、副官のクルトの居場所を守るという理由からサラの消去に賛成するが、サラを救おうとする「ビルドダイバーズ」やキョウヤにも一定の理解を示し、消去を猶予するよう運営を説得する。
クルト、ジャック
声 - 山本兼平（クルト）、田所陽向（ジャック）
フォースメンバー。ロンメルの副官を務めるクルトは彫りの深い中年男性の姿で、ロンメルのキュートな魅力に動じることなく冷静に任務を遂行できる一方、現実世界では重度の障がいをもつ身体であることが劇中で示唆されている。使用ガンプラはクルトがギラ・ドーガ、ジャックがザクI・スナイパータイプ。

### 百鬼（ひゃっき）
日本の鬼をモチーフとする新鋭フォース。おもにリーダーが対戦相手のフォースからスカウトした腕利きダイバーたちで構成される。「ビルドダイバーズ」とのバトランダムミッションでメンバーからマスダイバーを出したことで、ミッション後は一時活動を自粛する。第二次有志連合戦では「ビルドダイバーズ」側として途中参戦し、勝利に貢献する。
オーガ
声 - 羽多野渉
フォースリーダー。「獄炎のオーガ（）」と称される強豪。角と牙が生えた筋骨隆々の男性ダイバーで、使用ガンプラはオーガ刃-X→ガンダムGP-羅刹。打倒キョウヤを目標に掲げており、自身の強さを高めるべく貪欲に強者との戦いを求めている。荒々しいながらも正々堂々としたバトルを信条とし、卑怯者には怒りをあらわにする。その強さは対戦したリクに初めての挫折を与える一方、心から強くなりたいと決意させる原動力となる。
バトランダムミッションでリクたちと再戦した際、ブレイクデカールによって暴走したドージの煌・ギラーガを協力して鎮圧したことから、そのけじめとしてバトランダムミッションを一旦棄権し、リクの実力を認める。その後、身内からマスダイバーを出した責任を取ってフォース活動を謹慎し、有志連合への参加要請も辞退してビルドダイバーズを推薦する。
ロータスミッションを達成したリクに奮起させられたのか新しいガンプラ「ガンダムGP-羅刹」を製作するが、サラが行方不明となり個人戦トーナメントを棄権したリクの前に現れリクの本当の実力を試そうとする。その後、大苦戦しているリクの援護に駆けつけ、タッグを組んでキョウヤとの決戦に挑む。
ドージ
声 - 松岡禎丞
オーガの弟である肥満気味の少年。使用ガンプラはゼダス→煌・ギラーガ。オーガに憧れてGBNを始めたが、弱い初心者をだましてはバトルに引き込み、ダイバーポイントを奪うという悪行を重ねている。そのことをオーガには内緒にしており、発覚して怒られるのを非常に恐れている。
GBNを始めたばかりのリクとユッキーを標的に定めるが、追い詰められて奮起したリクに返り討ちにされる。その後、急成長を続けるリクたちに対する焦りとオーガに認めてもらいたい一心からシバに接触し、ブレイクデカールを入手してバトランダムミッションでリクに再戦を挑むが、ブレイクデカールによって暴走した乗機に振り回されリクとオーガに鎮圧される。バトル後は自身の所業を反省し、改めてフォースのメンバーから仲間と認められる。
その後は強くなるためにエントリーしたミラーミッションで偶然ユッキーと居合わせ、互いに本音を打ち明けたことで親交を深め、ミッション後はリクたちに自分の所業を改めて謝罪する。第二次有志連合戦ではユッキーを援護する。
ローズ
声 - 東内マリ子
長髪の女性ダイバー。使用ガンプラはヤクト・ドーガ・ソーン（フェダーイン・ライフルで強化している）。強気だが公正な性格。
ナデシコアスロンではGBNイメージガール就任目当てで参加し、同じく参加したエミリアと互いにライバル心をむき出しにする。レース中では、ガンプラ早組み種目で参加者の多くがパーツ数が少ないハロやプチッガイを選ぶ中、作ったガンプラをもらえるという思い込みから、パーツ数が非常に多く組み立てに時間がかかるMG サザビー Ver.Kaを選び自滅する、トントン相撲で唯一自立できないノイエ・ジールを選び、自立できるガンプラを選択した他の参加者たちに集中して挑まれるなど、コミカルな面を見せる。また、切り出したパーツをばらばらに放置するサラを厳しく指導する、落雷トラブルの際にはナナミのバイクユニット製作を手伝うなど、面倒見のいい一面も見せる。第二次有志連合戦ではドージの支援をするためエミリアと戦う。
オボロ
声 - 熊谷健太郎
和服姿のダイバー。使用ガンプラはリグ・シャッコー・凶（マガツ）。寡黙ながらも高い実力をもつ。第二次有志連合戦ではコーイチとアヤメを支援する。
ナッツ
声 - 山本祥太
顔の傷跡と坊主頭が特徴の筋骨隆々なダイバー。使用ガンプラはマグナアック・シナバー。強面な外見に似合わず、戦術や仲間との連携に長じたバトル巧者。第二次有志連合戦ではモモカを支援してカルナと戦う。

### le chat noir（ル・シャノアール）
物語の2年前に活動していたSDガンダム愛好者たちのフォース。アヤメがかつて所属していたフォースで、シバも傭兵として籍を置いていた。メンバーのガンプラパーツを集めたオリジナルSDガンダム「絆ガンダム」の完成以降は連勝を重ねてメンバーも増えてランキング30位台の強豪フォースとなるが、SDガンダム対策が徹底されたことにより連敗を重ねてランキングも下落した。その為新旧メンバー間の衝突が増え、コージーが絆ガンダムと引き換えにリアルタイプのガンプラを導入するも状況は覆せず、メンバーが次々と脱退して解散した。その後、初期メンバーのひとりであるヒロが新たに「シャノアール・ネオ」を結成し、絆ガンダムが返還されたことからほかの初期メンバーも新入りというかたちで「シャノアール・ネオ」に所属している。
コージー
声 - 野瀬育二
フォースリーダー。眼鏡を掛けた聖職者風のダイバー。使用ガンプラは法術師ニュー→絆ガンダム。メンバーからは慕われていたが、フォースが連敗を重ねるようになると勝利を望む新規メンバーと自分のポリシーとの板挟みになり、シバに唆されて独断でリアルタイプ導入を決めて絆ガンダムをシバに引き渡した。結果連敗は覆せず、フォース解散間際には、かつて自分が下した決断を悔いていた。リクが絆ガンダムを取り戻してからはアヤメとの関係も修復され、改めてフォースを再結成することを伝える。ただし、一度GBNから離れていたため、シャノワール・ネオでは新入りとして所属している。
スー
声 - 武田羅梨沙多胡
バンダナを巻いた女性ダイバー。使用ガンプラは嵐の騎士トールギス。アヤメ、コージーとともに最後まで「le chat noir」に残っていたが、最後は自身の行動を後悔するコージーとともにフォースを去った。GBNのアカウントは残しており、マスダイバー事件後にアヤメと再会する。その後はヒロと合流し、シャノワール・ネオに新入りとして所属している。
テラ
声 - 芹澤優
アラビア風の女性ダイバー。使用ガンプラは賈詡アシュタロン。フォースのムードメーカーであり、連敗を重ねて衝突を繰り返すメンバーを励ますなどしていた。フォースの崩壊に責任を感じており、ホークとヒロが去ってから間もなくフォースを脱退した。絆ガンダム返還後は現実世界での活動が忙しいらしく、落ち着いたらGBNに復帰するとのこと。
ホーク
声 - 山本格
ウェスタン風のダイバー。使用ガンプラはヘビメタガンダムの改造機。フォース内の関係悪化を受け、ヒロとともにフォースを離脱した。絆ガンダム返還後は現実世界のほうが忙しいらしく、落ち着いたらGBNに復帰するとのこと。
ヒロ
声 - 藤井ゆきよ
バイキングヘルメットを被った小柄な女性ダイバー。使用ガンプラは自衛丸→ショックガンダム。フォース内の関係悪化を受けホークとともにフォースを離脱したが、内心では後悔しており、再会したアヤメに謝罪する。
離脱後は新たなダイバーたちとともに「シャノワール・ネオ」を結成し所属している。

#### シャノアール・ネオ
「le chat noir」を脱退したヒロが新たに結成したSDガンダム使いのフォース。比較的若年者で構成されており、「le chat noir」の元メンバーも新入りとして合流する。メンバーのガンプラは極限まで装甲を軽量化してSDガンダム特有の機動性を上げており、「le chat noir」自壊の原因となったSDガンダムの欠点を改善している。フォースネストとなる島を巡ったバトルを経て、「ビルドダイバーズ」とアライアンスを結ぶ。
サラ奪還を賭けた第二次有志連合戦では、自分達の実力では足手まといになるとしてシャトルの操縦士兼おとり役を引き受ける。
リップ
声 - 鈴代紗弓
購入した狼の毛皮を被った少女ダイバー。使用ガンプラはSGサザビー。しっかり者でほかのメンバーをまとめている。
シュウ
声 - 大地葉
剣闘士風の兜を被った自称「かっこいいほう」の少年ダイバー。ロンの双子の兄。使用ガンプラはSGガンダム。いたずら好きな性格をしている。
ロン
声 - 小市眞琴
剣闘士風の兜を被った自称「イケメンなほう」の少年ダイバー。シュウの双子の弟。使用ガンプラはSGνガンダム。兄と同様いたずら好きだが、相手の機体特性を考慮してトラップを仕掛けるなど、ダイバーとしての技量は高い。
ミユ
声 - 岡咲美保
先住民族風の仮面を被った少女ダイバー。使用ガンプラはSGシャア専用ザク。恥ずかしがり屋で常に仮面を被っている。有志連合での「ビルドダイバーズ」の活躍を見てファンになる。

### アークエンジェルス
リクたちがベアッガイフェスで知り合った女性ダイバーのみのフォース。その名のとおり『機動戦士ガンダムSEED』の要素が前面に押し出されている。
カナリ
声 - 津田美波
カガリ・ユラ・アスハの衣装を着ている女性ダイバー。使用ガンプラはムラサメ。明るく社交的な性格。フェス内のイベントでステアがマスダイバー化したことを知るが、リクとともに説得し、改心したステアを優しく受け入れる。その後、ステアとともにナデシコアスロンにも参加するほか、最終話での決戦においてモモを守って奮戦する。
ステア
声 - 上田麗奈
ステラ・ルーシェの衣装を着ている女性ダイバー。使用ガンプラはガイアガンダム。やや思い込みが激しい性格。自分がフォースの足を引っ張っていると思い込み、フェス内で行われたイベントにてブレイクデカールを使用するが、リクとカナリの説得により会心。その後、カナリとともにナデシコアスロンにも参加するほか、最終話での決戦においてモモを守って奮戦する。

### 上位ランクダイバー
シャフリヤール（リュック・アルジェ）
声 - 逢坂良太
ランキング3位のフォース「SIMURGH（シームルグ）」のリーダー。GBN内で1、2を争う製作技術をもつ人孤姿のダイバー。愛称は「シャフリ」。使用ガンプラはセラヴィーガンダムシェヘラザード。バトルよりもガンプラの造形美を重視する芸術家肌だが、バトル用の改造や操縦技術にも長けている。他人には容赦のない毒舌家ながらも、すべては「愛」であると断言するほどにガンプラへの情熱は深い。普段はほとんど表舞台に出ておらず、ダイバー姿を知る者は少ない。自身と対称的な武闘派のタイガーウルフとは折り合いが悪いが、いがみ合う姿を見たマギーからはけんか友だちのようだと評される。
自身の偽者を追ってペリシア・エリアを訪れた際にリクたちと親しくなり、ザムドラーグの改造機を駆る偽者と対峙したリクたちに、シェヘラザードの支援メカ・プトレマイオスアームズを貸与して共闘する。また、これを機にダイバー姿を公開するようになる。マスダイバー事件解決後は新機体を製作するリクに、ダブルオーダイバーの「光の翼」に対応した改造案と問題点をまとめたリストを渡す。
龍虎祭でのリクとタイガーウルフの戦いを見て己の中にあるファイターとしての気持ちが燃え上がり、サラ奪還を賭けた第二次有志連合戦では本気のタイガーウルフと戦うためにあえて有志連合側に回る。
現実世界では豪華なリムジンやプライベートジェットなどを所有する中東の大富豪で、最終話まで現実世界での面識がなかったタイガーウルフを驚愕させる。
タイガーウルフ（オオガミ・コタロー）
声 - 諏訪部順一
ランキング5位の近接格闘フォース「虎武龍（とらぶりゅう）」のリーダー。「トライファング」の異名をもつ人狼姿のダイバー。使用ガンプラはガンダムジーエンアルトロン。道場破りに訪れた上位ランカーたちを退け続けている実力者。フォースの仲間たちとともに日々鍛錬に励んでいるが、そのせいで女性に対する免疫がほとんどなく、女性に接近されると気弱になる。旧友のマギーに依頼されてリクたちを指導した縁から彼らを自分の弟子と称しており、フォース戦デビューまでのポイント稼ぎや実戦練習にも付き合っている。シャフリヤールとは方向性の違いから犬猿の仲ではあるが、リクたちのためなら互いに協力することも辞さない。第二次有志連合戦ではフォースを脱退し、フリーの立場として「ビルドダイバーズ」に協力する。
現実世界の姿は、大型で筋肉質な青年。
マギー
声 - 村田太志
ランキング12位のフォース「アダムの林檎（アダムのりんご）」のリーダー。個人ランク23位の実力者。使用ガンプラはガンダムラヴファントム。筋肉質の男性型アバターを使いながらオネエ言葉で話し、押しの強さで相手を自分のペースに引き込むのが得意。初心者にもGBNを楽しくプレイしてもらいたいという思いから進んでナビゲーターを務めており、リクとユッキーにも親身に接したり、サラが行方不明になった時はできる限り探してくれるなど、優しい面もある。サラ奪還戦では「うちのフォースは色々と自由」「この子達の保護者だから」とビルドダイバーズに協力する。
現実世界の姿は、目付きが柔らかい以外はダイバー時の姿と同じ。自身のフォース名と同じ店名の酒場を経営している。
ダニエル
声 - 伊丸岡篤
少数精鋭の上位フォース「デスペラード」のメンバー。片言の日本語を話すカウボーイ姿のダイバー。上位ダイバー達に挑んでポイントを荒稼ぎしている流れの賞金稼ぎ。使用ガンプラはテキーラガンダムの改造機。
賞金稼ぎの一環として「虎武龍」の拠点を襲撃し、リクとユッキーを圧倒するもタイガーウルフに倒された。ガンプラの製作・操縦技術ともに一流で、「虎武龍」主催の「龍虎祭」にも招待される。
ランディ
声 - 手塚ヒロミチ
個人ランキング7位のダイバー。使用ガンプラはメビウス・ゼロ。キョウヤ率いる有志連合に参加して突入組に参加するが、不意討ちで撃破される。その後の第二次有志連合戦にも参加し、リクの前に立ちはだかるが撃破される。

### そのほかのダイバー
シバ・ツカサ
声 - 八代拓
赤いフードで顔を隠した謎のダイバー。GBNを「見た目だけ綺麗な嘘偽りだらけの世界」と評して崩壊をもくろんでおり、ダイバーたちにブレイクデカールを配布してマスダイバーを増やしているが、配下のアヤメやマスダイバーたちのことは完全に道具あつかいしている。普段のダイバー姿は仮の姿に過ぎず、ハロの姿でGBN内を暗躍していた。
かつてはコーイチとともにGPDに興じていたが、「実物のガンプラ同士で戦うGPDこそが本物のバトル」という考えが強かったためにGBNにはなじめず、ほかのメンバーと同時期にコーイチのもとを離れた。その後はGBNの崩壊をもくろみ、初心者用サーバー・エリア11内の資源衛星群を拠点とし、傭兵兼ガンプラレンタル業をおこないながら各フォースを転々とする。そのさなか、le chat noirに所属していた当時には、戦績回復を狙うコージーからメンバーのパーツデータを集めて作られた絆ガンダムとリアルタイプガンプラの交換に応じている。フォース解散後にはアヤメから絆ガンダムの返却を求められ、その交換条件として自身の部下となるよう要求する。
キョウヤら実力者たちに認められたリクたちに興味を抱き、アヤメに監視を命じる。対有志連合戦では再生機能を有した強化型ブレイクデカールの実験を兼ねてマスダイバー部隊を差し向け、自身は資源衛星から傍観する。リクがサラの協力で自身のもとへたどり着くと、お互いのGBNへの考え方の違いから対立し、ブレイクデカールの力で原典より巨大化したビグ・ザムを出撃させる。同時にマスダイバーたちのガンプラを遠隔操作してGBNの破壊を実行するが、ダブルオーダイバーの「光の翼」によって無効化されたうえ、有志連合の総攻撃で機体を破壊される。
事件後は行方をくらましていたが、ゼンをメッセンジャーとしてリクに接触し、絆ガンダムの返却を条件としてGPDを挑む。使用ガンプラはアストレイノーネイム。当初は技量の差から圧倒するも、最後はリクの全力を尽くしたダブルオーダイバーに敗北し、当初の約束通り絆ガンダムを返還する。
その後は所在不明だったが、サラの救出に奔走するコーイチに助力を求められ、「（GBNに）勝手に滅びられるのはおもしろくない」としてブレイクデカールを再構築したビルドデカールを製作する。その後、暴走したレイドボスとの戦いで援護に駆け付け、コーイチと和解を果たす。
『RE:RISE』では、コーイチとともにELバースセンターでELダイバーの保護に努めているが、不愛想な態度は相変わらずである。
ロータス
声 - 乃村健次
フォース「ロータス」のリーダー。超難関ミッション「ロータス・チャレンジ」の主催者。使用ガンプラはマーメイドガンダム。リザードマンのようなアバターを使用し、威風堂々とした芝居がかった口調で話す。サラの奪還戦では「ビルドダイバーズ」とアライアンスを結び、「もう一度奇跡を見せてくれ」とラビアンクラブからシャトルを発進させるかたちで協力する。
ナスターシャ
声 - 桜木可奈子
GBN運営側のスタッフ。『SDガンダムフォース』に登場するオペレーターの姿をした受付でミラーミッションを担当する。
パトリック・コーラサワー
声 - 浜田賢二
『機動戦士ガンダム00』に登場する同名人物の姿をしたダイバー。本編のストーリーには直接かかわらないゲストキャラクターとしてのあつかいで、各話の背景のどこかに登場したり、『00』本編と同じ担当声優が声を発する場面がある。

### GBN運営陣
ゲームマスター（カツラギ）
声 - 竹本英史
GBNの運営責任者。ディメンション内では『SDガンダムフォース』に登場するガンダイバーの姿で活動している。
キョウヤとはGBNのベータテスト時代からの知り合いで、現在でも個人的な親交がある。有志連合によるマスダイバー包囲作戦では、自身の権限を使って支援する。事件後はブレイクデカールの修正パッチを完成させる一方、GBNそのものに影響を与えたダブルオーダイバーの「光の翼」が、ただのダイバーがあつかえる技の域を凌駕していたことに疑問を抱く。やがて、頻発するバグの原因であるサラの正体にたどり着き、GBNを守るためにサラを排除しようとする。しかし、第二次有志連合戦での「ビルドダイバーズ」の必死な戦いを見て心境が変わっていき、暴走レイドボス戦ではリクたちの奇跡を信じて再生能力を無効化する修正パッチを使って援護する。
ミス・トーリ（トリさん）
声 - 中原麻衣
GBNのメインシステム開発者。『SD戦国伝』に登場する結晶鳳凰の姿を用いている。
一時的にサラに起因するバグを抑えたり、ガード機の機能を停止することができるほか、GBNシステム内に運営の目の届かない専用フロアを所有するなど、開発者ゆえにGBNのシステムを運営側よりも熟知している。システム内の余剰データから生まれたサラを見守るためにSDガンダムに登場する結晶鳳凰の姿で活動していたが、彼女の急激な成長によってGBN内でのバグの発生が加速したことからリクたちに接触し、サラの正体を伝える。

## 登場ガンプラ
『機動戦士ガンダム00』や『機動戦士ガンダムAGE』、『機動戦士ガンダムSEED DESTINY』などの歴代ガンダム作品のガンプラをミキシングビルドしたオリジナルガンプラが多く見られる。
過去のガンプラバトル作品と同様に、現実に市販されているガンプラの改造作品が多く登場し、現実でもそれら改造ガンプラがバンダイから順次商品化される。さらに、『GBF-T』では登場しなかった『機動戦士ガンダムAGE』や『ガンダム Gのレコンギスタ』のガンプラも登場する。歴代ガンダムと対戦するG5アタックでは青パーツが赤に変更されたRX-78-2ガンダム、レッドカラーガンダムMK-2、Zガンダム3号機(恐らくグリーンダイバーズ版)、ドライオンⅢカラーのZZガンダム、ブルーカラーνガンダムが登場しリクのOOスカイと激闘を繰り広げている。さらにモブ機体として「犬ガンダム」や「セカンドVガンダム」、「ジム・ガードカスタム」など、漫画作品や小説版に登場した書籍関連のメカも登場するほか、最終回ではビルドダイバーズの外伝作品『ガンダムビルドダイバーズ ブレイク』と『GundamBuildDivers GIMM&BALL's WorldChallenge』の各主人公のガンプラ達（ガンダムシャイニングブレイク、G-エルス、ガンダムストームブリンガー、ポリポッドボール）が参戦している。各ガンプラのデザインにおいては、過去のガンダム作品を知らなくても格好よさや強さを感じ取れるようにすることが意識されている。
GBN内でのガンプラの性能は、総合的な完成度を評価する「Grade（グレード）」、個性的なコンセプトを評価する「Unique（ユニーク）」、機動性の高さを評価する「Nimble（ニンブル）」、出力や火力の高さを評価する「Power（パワー）」、外見の豪華さや美しさを評価する「Luxury（ラグジュアリー）」、装甲などの防御力の高さを評価する「Armor（アーマー）」の6つのステータスによって決定され、各ステータスの標準値は5、最高値は10となっている。また、各ガンプラの諸元表のデータは、過去2作と同様に作中の人物たちが考えた数値となる。

### ビルドダイバーズのガンプラ
GN-0000DVR ガンダムダブルオーダイバー
リクが使用する「HG ダブルオーガンダム」の改造機。
リクの自室にあるほかのガンプラのパーツを思うままに組み込んだミキシング作品で、両肩のコーン型スラスター基部に追加されたバーニアとウイングによって原典機の強化形態である ダブルオーライザーに近い機動性の向上を果たし、攻守ともにバランスの取れた機体となっている。頭部は外見の強さを重視してアンテナが増設されているが、センサー機能の強化といった実用的な改修も行われている。機体色は原典機と同じ青と白で、スポーツ選手のユニフォームを意識した配色となっている。完成当初は機体がトランザムシステムに耐えられる強度ではなく、オーガとの初戦でトランザムを強行して行動不能に陥る。
武装は原典機と同じだが、GNソードIIは刀身を回転させずにライフルモードに変形できるよう調整されている。
GN-0000DVR/A ガンダムダブルオーダイバーエース
コーイチからのアドバイスをもとに改修した姿。
歴代ガンダム作品の翼付きバックパックを参考に、フィン型の可変式GNスラスターを組み合わせた高機動型バックパック「ダイバーエースユニット」を新たに装着。機体本体も、新造のニーアーマーを追加するなど各部が強化され、トランザムの使用も可能となっている。
追加武装は、斬撃時に内部のGNコンデンサーに蓄えたエネルギーを放出する両肩の大型剣「GNダイバーソード」二振り、GNソードIIの刀身をワイヤーガン機能内蔵の新型に換装した「スーパーGNソードII」二振り。
GN-0000DVR/S ガンダムダブルオースカイ
シバ・ツカサとの戦いで大破した00ダイバーエースを大改修した姿。
リクが過去の戦いで得た経験と、デスティニーガンダムをはじめとした他作品の機体の要素を加味した改修が加えられている。過去の戦いを忘れないためという理由から、胸部上面のクリアパーツ内には改修前のダメージ痕が残されている。ツインドライヴユニットはデスティニーのウイングユニットを組み込んだ「スカイドライヴユニット」へと強化され、GN粒子を巨大な光の翼に変化させて推進力を高めたり、巨大なビームソードやビームシールドとして転用することもできる。近接格闘時は、ユニットを腰の位置に下げることで低重心化と敏捷性を高めた「ラッシュポジション」に変形する。ウイングユニットはトランザム時に粒子加速器としても機能し、一時的に通常のトランザムを凌駕する「トランザムインフィニティ」、粒子の循環速度を限界まで高めた「ハイヤーザンスカイフェイズ」へと進化していく。ただし、性能に比例して機体への負荷も増大するという欠点もある。
武装は、デスティニーを参考にした背部右側の大型剣「バスターソード」と左側の高出力砲「ロングライフル」、機能を射撃のみに限定した専用ビームライフル、従来よりも切断能力を高めたフロントアーマー内のビームサーベル2基、ビームシールドモードと先端のフィンガーパーツを利用した多彩なマルチクローモードに変形する左右の手甲ユニット「スカイブレイサー」、エネルギー弾を蹴り出す「ダイバーシュート」などの多彩な蹴り技を可能とする左右のすね当て「スカイレガース」。必殺技は、光の翼をバスターソードにまとわせた巨大な光剣「ハイパースカイザンバー」、同じく光の翼をロングライフルにまとわせた巨大な弓「ハイパースカイシューティング」。
GN-0000DVR/S/HWS ガンダムダブルオースカイHWS
第二次有志連合戦用の増加重武装システム「HWS（ヘビーウエポンシステム）」を装着した決戦仕様。
搭載火器を一斉発射後に余剰化したユニットを排除、素体状態で戦闘を継続するという「最大火力の先手」をコンセプトとしており、ビーム兵器を主体とするジェガンブラストマスターとは対照的に、追加武装すべてを実体弾で統一している。
追加武装は、背部ユニット上段に設置された3連装大型ミサイルポッド2基と、同下段に設置された遅延信管式のランサーミサイル2基、両前腕と両膝に装着された2連装マルチミサイルランチャー計4基。
RGM-86RBM ジムIIIビームマスター（ジムスリービームマスター）
ユッキーが使用する「HGUC ジムIII」の改造機。
ユッキーのコンテスト初入賞作品をベースに、後方支援に特化した改修が加えられている。「ビームマスター」とは、複数のビーム兵器が追加されたことに由来する。一方で原典機の実弾武装も残されており、センサーの強化や装備位置の変更が加えられている。頭部はメインカメラ周辺のセンサー性能を高めた独自の形状となり、脚部は精密射撃に適した構造および推力の強化がなされている。
武装は、遠距離用ライフルビームと近距離用バルカンビームの2門の銃口をもつ大型火器「チェンジリングライフル」、原典機純正のビームライフル、同じく原典機純正の肩部4連装中型ミサイルポッド2基、原典機の腰部から両脛に移設された大型ミサイルランチャー2基、弱威力のフラッシュビームを散弾状に発射する両腰のバスターバインダー2基、原典機のバックパックから両膝の新造ユニットに移設されたビームサーベル2基。チェンジリングライフルの銃尻にバスターバインダーを接続することで、最大威力のフュージョンビームを放つことができる。
RGM-89BM ジェガンブラストマスター
ユッキーがジムIIIビームマスターに次いで使用する「HGUC ジェガン」の改造機。
宇宙世紀作品の設定を考慮していたビームマスターから一転して、「あらゆる作品に登場する高火力装備を単機に集約させ、全戦闘射程で最大威力の攻撃をおこなう」というコンセプトで製作されている。「ブラスト（爆風）」の名称には「自分もリクと肩をならべて戦う」というユッキーの決意が込められており、ビームマスターの後方支援機としての機能を継承しつつも、前衛にも転じられる全領域機としての能力を得ている。一方で、火力に比例してエネルギーの消耗も激しく、バトル中は繊細なエネルギー管理を必要とする上級者用MSとなっている。
武装は、「HGAWガンダムX」2機分のパーツを組み合わせた背部のツインサテライトキャノン、キャノン後部に接続されたビームソード兼用のビームピストル2挺、額中央に内蔵されたΖΖガンダム由来のハイメガキャノン、両肩に内蔵された可動式対艦ビーム砲2門、腹部中央に内蔵されたストライクフリーダムガンダム由来のカリドゥス複相ビーム砲、左右のフロントアーマーに内蔵されたガンダムAGE-3フォートレス由来のシグマシスキャノン2門、左右のサイドアーマーに内蔵されたG-セルフ（アサルトパック）由来のビームライフル2門、両脚裏に内蔵されたセラヴィーガンダム由来のGNキャノン2門。ツインサテライトキャノンは、サテライトシステムで月からのマイクロウェーブを受け砲撃可能ではあるが、チャージ時間も長大になるものの外部電源を介することなく機体単独での発射が可能。全砲門を解放した一斉射撃形態「フルブラストモード」は、ユッキーの発想と努力によってGBN本来のシステムでは不可能に近い高エネルギー射撃を可能としている。
PEN-01M モモカプル
モモカが使用する「カプル」の改造機。
モモカがテレビで観たアデリーペンギンの姿を参考に、「可愛らしさ」の一点のみに絞った改修が施されている。両手のアイアンネイルを丸く削るなど、可愛くない部分を削除したことで攻撃力は低下しているが、機動性と機体強度の向上という副次的効果も得ている。原典機の巡航モードは「丸まりモード」という外見どおりの名称に改められ、移動だけでなく体当たりなどの攻撃手段にも用いられる。胴体内部には、脱出ポッドや奇襲攻撃などに使用される小型MS「プチカプル」が入れ子のように収納されている。この改造にはコーイチの協力を得ているがあまりの大規模な改修を要求するデザイン変更に当初は「一から組み立てた方が早い」と言われた。
武装は、爪先を丸めた代わりに手自体の打撃力を高めた「手のツメ」、両手の10本のツメ先すべてに内蔵された小型ビーム砲「手のビーム」、原典機のソニックブラストを名称変更した腹部の高出力ビーム砲「お腹のビーム」。
HGBDシリーズ製品には手足の1関節分の余剰パーツが出る「カプランナー」の刻印が入った共用パーツが使用されている。
RMS-117G11 ガルバルディリベイク
コーイチが使用する「HGUC ガルバルディβ」の改造機。
重装甲と高出力を重視した改修を施しつつ、原典機の高機動性も両立させた剛柔一体の機体に仕上がっている。頭部には一本角状の強化センサーが追加され、新造された各種武装と連動することで射程を問わない柔軟性を獲得している。
武装は、打撃用のハンマーや拘束・圧壊用のプライヤー、防御用のシールドとしても使用できる巨大質量兵器「ハンマープライヤー」、各種弾頭を計11発装填可能なバックパック左側の大口径榴弾砲、右拳に装着して敵を殴打するナックルガード、先端部に滑腔砲を内蔵した中型シールド。
RX-零 RX-零丸（アールエックスぜろまる）
アヤメが使用する「SDガンダム BB戦士 ユニコーンガンダム」の改造機。
忍者をモチーフとした外見と戦闘スタイルが特徴で、原典機のデストロイモードに相当する高機動形態「シノビ形態」と、ユニコーンモードに相当する光学迷彩搭載の隠密形態「カクレ形態」を使い分ける。さらに、原典機のアームドアーマーのコンセプトを踏襲した鳥型の支援メカ「武装装甲八鳥（）」と合体することでリアル体型に変形し、原典機の「サイコミュジャック」や「サイコフィールド」が使用可能となる特殊システム「忍闘-道 (NINTO-DO)」（通称：NT-D）が発動する。
アヤメがシバの配下だった時期には、当時のアヤメの暗い心情を反映した黒系の「獅子吼（）」仕様で運用されており、「忍闘-道」発動時の頭部にはユニコーンガンダム2号機 バンシィをイメージした獅子面が装着されている。「ビルドダイバーズ」正式加入後には、表面処理を一からやり直したうえで全体が白く塗り替えられ、各関節に最新のKPS（強化ポリスチレン）、ノズル系に金属パーツを使用するなどの強化が施される。
武装はビームを展開可能な忍者刀、攻防を兼ねた2枚刃のシールド手裏剣、原典機のビームトンファーとしても使える苦無、武者ガンダムから流用された「種子島雷威銃（）」、八鳥の胴体を兼ねた大火力銃「馬具那式タネガシマ（）」、忍闘-道時に使用可能となる両手の手甲鉤。馬具那式タネガシマに忍者刀を接続することで、高出力ビームの大剣「ビーム斬馬刀」となる。
必殺技は分身して敵を両断する「変位抜刀 アヤメ斬り」。改修後には、SDガンダムを召喚して槍や銃などの武器に変形させる「カプセル忍法」や、シールド手裏剣に炎状のビームを纏わせる「火炎風魔手裏剣」も駆使する。
RX-零/覚醒 RX-零丸（神気結晶）（アールエックスぜろまる しんきけっしょう）
原典作品のフルアーマー・ユニコーンガンダムを参考にした武装強化仕様。
武装装甲八鳥はSD形態でも合体可能な「武装装甲八鳥・極（）」へと強化され、「忍闘-道」形態では原典作品における超常現象「サイコ・シャード」の発動を可能としている。さらに、改修による完成度の向上にともない、サイコフレームの色も原典機の覚醒モードと同じ緑色に変化する
新規武装として、八鳥・極の両翼に懸架されたハイパー・バズーカ「極超大筒（）」2門、原典機のシールドファンネルと同じ機能をもつ攻防兼用の大苦無3枚を装備。極超大筒は、ビーム斬馬刀や種子島雷威銃と合体することでそれぞれの威力を高めることができる。大苦無は通常の苦無の射出機能に加えて、3枚を組み合わせた「三方大手裏剣（）」としても使用され、この状態では回転させながらすべての苦無を射出するアヤメ流忍法・「貴婦人花火ノ舞（）」の使用が可能となる。
武者刀槍頑駄無（）、騎士ガンダムランサー（）、コマンドガトリングガンダム
RX-零丸のカプセル忍法で呼び出されるSDガンダム。
HER-SELF モビルドールサラ
コーイチが、サラの現実世界での媒体として製作したガンプラ。シバが構築したビルドデカールとGPDのプラネットコーティングの技術を応用することで、現実世界でも長時間の活動が可能となっている。GBN内ではそのままサラの搭乗機となり、外見も機械的に変化する。この状態でも体型は細身のままだが、コーイチの渾身の設計もあって強度はかなり高く、腕部は反動が大きいユニコーンガンダムのビーム・マグナムの連射にも耐えられる。

### GBNダイバーのガンプラ
AGE-IIMG ガンダムAGEIIマグナム（ガンダムエイジツーマグナム）
クジョウ・キョウヤが使用する「HG ガンダムAGE-2」の改造機。
キョウヤの高度なバトルスタイルに合わせ、あらゆる状況からでも即座に攻撃できる超攻撃機として製作されている。原典機の飛行形態であるストライダーモードは「フェニックスモード」へと昇華され、GBN王者の機体にふさわしい完成度を示す。
武装は、原典機のライフルよりもエネルギー充填量を高めた機首兼用の「ハイパードッズライフルマグナム」、両肩のウイングにガンダムAGE-FXのCファンネルの機能を付与した刀剣型遠隔操作兵器「Fファンネル」4基、原典機純正のビームサーベル2基、大型剣を組み合わせた攻防一体の盾「シグルシールド」。必殺技は、シグルシールドにすべてのFファンネルを装着して形成する巨大な光剣「EXカリバー」。
AGE-2DH ガンダムAGE-2偽装ダークハウンド
マスダイバーの調査活動時に、偽装用のアウターパーツを装着した姿。
機体色やシルエットは原典機のダークハウンドに似せてあるが、頭部のヘルメット部分はマスターグレードのパーツを使用していることから一回り大きく、眼帯型バイザーも原典とは左右逆になっているなど、異なる部分もいくつかある。
AGE-IIMG-SV ガンダムAGE-IIマグナムSV ver.
対「ビルドダイバーズ」用の決戦仕様。「SV」は「SAVIOR（救世主）」を意味する。
機体色が白基調に改められ、AGE-FXの「FXバースト」を由来とする特殊システム「FXプロージョン」と、宙空での機動性向上および直接打撃を目的とした脚部追加ユニットが装備されている。機体そのものは改修前から変更されていないが、各部をオーバーホールすることで、GBNスキャン時に性能を向上させるボーナスポイントを獲得している。
新規武装として、背部にビームの曲射機能をもつブースター兼用の大型ファンネル「シグマシスファンネル」2基、両腰に可動式のビームバルカン2門が追加されている。
キョウヤの技量と相まって、リクとオーガの二人を同時に圧倒する強さを見せる。25話のレイドボスとの決戦では、改修前の機体色に戻して参戦し、機体をダブルオースカイの「EXカリバー」として使用させる。
AGMF-X56S/a インパルスガンダムアルク
エミリアが使用する「HGCE フォースインパルスガンダム」の改造機。「アルク」はフランス語で「弓」を意味する。
空戦と射撃能力、加速力を重視した機体で、青紫色に塗装されている。原典機のコックピットを構成する戦闘機「コアスプレンダー」と背部の換装機構「シルエットシステム」は簡略化され、上半身である「チェストフライヤー」にコアスプレンダーの機能を集約した「チェストコアフライヤー」と、従来の下半身である「レッグフライヤー」2機による合体方式に改められている。後述のランシェとは互いのレッグフライヤーを交換することで機体特性を変化させることができ、簡略化されたシルエットシステムの機能を補完している。ランシェのレッグフライヤーを装着した状態は「アルクランシェ」と呼称され、格闘能力と最高速度が強化される。
武装は、ブラストインパルスのケルベロス高エネルギー長射程ビーム砲をもとにチェストコアフライヤーの機首の機能を加えた「アルクライフル」、腰の左右に装着されたビームキャノン2門。アルクランシェ時のアルクライフルは、軽量かつ高い強度を活かした打撃武器として使用される。
AGMF-X56S/l インパルスガンダムランシエ
カルナが使用するインパルスアルクの兄弟機。「ランシエ」はフランス語で「槍騎兵」を意味するが、これはカルナの意向ではなく、アルクとの関連性にこだわるエミリアが強引に命名したもの。
水中戦と格闘能力、最高速度を重視した機体で、赤紫色に塗装されている。アルクのレッグフライヤーを装着した状態は「ランシエアルク」と呼称され、射撃能力と加速力が強化される。
武装は、ソードインパルスのエクスカリバーレーザー対艦刀をもとにしたビーム砲内蔵の長槍「ランシエジャベリン」、ジャベリンと組み合わせてチェストコアフライヤーの機首を構成するシールド、腰の左右に装着されたミサイルランチャー2基。ランシエアルク時のランシエジャベリンは、より強力なビームの発射が可能となる。
GH-001RB グリモアレッドベレー
ロンメルが使用する「HG グリモア」の改造機。
原典機の実戦的な機能拡張をコンセプトとしており、「レッドベレー」の由来となった赤い頭部と左肩が特徴。出力や剛性、武装すべてにおいて安全性を無視した限界領域の改修が加えられており、並みのダイバーではあつかえない上級者用MSとなっている。脚部は特に大きな改修が加えられており、足裏の前後には高速滑走用の車輪「インラインダッシュ」が追加されている。
武装は銃身下部にグレネードランチャーを装着したアサルトライフル1挺、原典機と同型のプラズマナイフ3振り、同じく原典機と同型のシールド、左右の脛からつま先にかけて展開する捕獲用の爪「シザークロウ」、バックパック「ミニモアザック」に収納された小型支援メカ「ミニモア」2機。アサルトライフルはストック部分をピストル、レシーバーをサブマシンガンとして分離・使用することが可能。ミニモアはプラズマナイフを装備することで格闘戦にも対応し、本体の頭部が破損したときの代替パーツとしても利用できる。
有重力エリアでは、タンデムローター方式の大気圏内飛行用バックパック「ティルトローターパック」を装着する。パックの付属武装として、小型のキャノン2門、左右のサブアームに接続されたチェーンソー2基、右肩に装着される3連装ミサイルポッドを装備する。暴走レイドボス戦では、ミニモアとの連携による必殺技「コンビネーション・アサルト」を使用する。
GN-1001N セラヴィーガンダムシェヘラザード
シャフリヤールが使用する「HG セラヴィーガンダム」の改造機。
原典機の高火力を再現しつつ、『00』に登場する母艦「プトレマイオス」を小型化した多目的支援機「プトレマイオスアームズ」を機体各所に分割・装着することで、巨体に似合わない高機動性を実現している。中・長距離用の基本形態は「ジンモード」、腰部のコンテナを両腕に装着した近・中距離用形態は「イフリートモード」と呼ばれ、状況に応じて形態を使い分ける。
武装は、ガンダムヴァーチェ用の装備を改修した実弾火器「GNフィジカルバズーカ」1挺、射撃用のビームキャノンと格闘用の「GNクローコンテナ」を使い分け可能なプトレマイオスアームズの付属ユニット「GNビームコンテナ」4基、胴体前方に接続したプトレマイオスアームズを巨大な砲身とした高出力砲「GNトレミーキャノン」。なお、24話ではビームジャベリンのような武器を装備しているが、詳細は不明。
XXXG-01S2龍虎狼 ガンダムジーエンアルトロン
タイガーウルフが使用するアルトロンガンダムの改造機。
原典機の近接格闘能力を発展させた機体で、虎と狼を模した左右の肩アーマーと、背部の大型ウイングが特徴。
武装は、肩アーマー付属式として両腕と別体化させた改良型ドラゴンハング「ツインジーエンハング」、両膝から展開するクロー「ジーエンブレイカ―」、バックパック中央に配置された盾「ジーエンシールド」。ツインジーエンハングは、肩アーマーをグローブのように両手に装着することもできるうえに、両頬に設置されたノズルから「双龍虎狼炎」という超高熱の火炎を出せる。また肩のアーマーは取り外し可能であり「ウルフ拳・タイガー拳」として両手に装着し打撃力を高めることもできる。必殺技は、全身を金色に輝かせながら拳から龍のかたちをした衝撃波を放つ「龍虎狼道（りゅうころうど）」と、両肩の「ウルフ拳・タイガー拳」をそれぞれ腕部に接続し超高熱の火炎と雷撃を放つ「雷神サンダー」、そして終盤で見せた新技で拳を大地に叩きつけそこから炎の龍を召喚し相手を飲み込む奥義「翔喚奥義・陸撃昇龍打」とシャフリとの合体技「双極・シルクロード」。
ZGMF-X20A-LP ガンダムラヴファントム
マギーが使用する「HGCE ストライクフリーダムガンダム」の改造機。機体名の「ラヴファントム（愛の幻）」は、マギーが秘めているGBNへの想いを込めて命名された。
黒と紫の機体色が特徴で、原典機のスーパードラグーン機動兵装ウイングを撤去し、鎌系武装を主体とした白兵戦仕様に調整されている。背部には、「HG ストライクノワールガンダム」の「ノワールストライカー」を改修した専用ストライカーパック「ラヴストライカー」を装着。パックのウイングは改修前とは上下逆に配置されているのが特徴で、改修前の通常形態やフライトモードに変形することもできる。
武装は原典機と同型のカリドゥス複相ビーム砲1門、クスィフィアス3レールガン2門、シュペールラケルタビームサーベル2基、ビームシールド2基に加えて、主力武器となる巨大なビームカマ一振り、ノワールストライカーから継承されたウイングの2連装リニアガン2基、同じくノワールストライカーのフラガラッハ3ビームブレイドを折りたたみ式の鎌に改修した「ストライカーサイズ」二振りを新規に装備。原典機のフルバースト形態も健在で、レイドボス戦では頭部から巨大なハート型の光線を放つ必殺技「ラヴアタック」を使用する。
GNX-803OG オーガ刃-X（オーガジンクス）
オーガが使用する「HG ジンクスIV」の改造機。
日本の鬼をモチーフにした重装甲をもつ接近戦特化機で、脚部のホバーユニットをはじめとする推進器系の強化によって、高い破壊力と機動性を両立している。原典機と同様にトランザムシステムを備え、発動中は頭部のセンサー付きバイザーが下降し、敵を集中解析する「一ツ目モード」に変化する。
武装は、二振りを連結した「GNオーガツインソード」としても使用可能な幅広の剣「GNオーガソード」、ガンダムAGE-1タイタスを参考にした両肩の格闘用ビームスパイク「GNビームショルダータックル」、前腕ごと有線射出可能な両手首のビームスパイク「GNニードルストレート」。
RX-78GP02R ガンダムGP-羅刹（ガンダムジーピーらせつ）
オーガがオーガ刃-Xに次いで使用する「HGUC ガンダム試作2号機」の改造機。
原典機の特性をさらに推し進めた頑強な機体構造と、背部に搭載された太陽炉の高出力によって、独自の特殊トランザムである「鬼トランザム」の発動が可能となっている。トランザム中は、オーガ刃-Xの一ツ目モードのように頭部バイザーが下降する「鬼ノ目モード」へと変化する。機体の機動性を支える両肩のフレキシブルスラスターバインダー(FTB)は、武装の追加によって多機能化された「フレキシブルオーガバインダー(FOB)」へと強化されている。
武装は、GNオーガソードを発展・大型化させた「GNオーガソード弐式」二振り、ビームバズーカとしても使用できる金棒型の打撃兵器「羅刹金砕棒（らせつかなさいぼう）」FOBに片方4門ずつ内蔵された広角射撃兵器「GNアイズブラスター」、ビームサーベルと有線射出機能が内蔵されたFOB先端の打突兵器「オーガクロー」2基。GNオーガソード弐式は、ツインソードモードになることで炎をまとった強力な斬撃を繰り出すことができる。
xvt-mmc 煌・ギラーガ（ギラ・ギラーガ）
ドージが使用する「HG ギラーガ」の改造機。
「悪魔と契約したギラーガ」というコンセプトをもとに、ヴェイガン系MSの特徴を先鋭化させた改修が施されている。本体部はバランスを重視した最低限の改造に止められているが、放熱・吸熱機能をもつヒートシンクを各部に増設したことで、出力がさらに向上している。当初は名称すべてを漢字の当て字とした「煌・煌蒼牙」と命名される予定だったが、ドージ本人が書けなかったため現在の名に落ち着いた。
武装は、原典機の「ギラーガスピア」を改良した2分割式の双頭槍「ギラーガギラスピア」、原典機の「ギラーガテイル」の3倍の長さをもつ着脱式の鞭尾「ギラーガギラテイル」、原典機の「ギラーガビット」と同等の機能をもつオールレンジ攻撃端末「ギラーガギラビット」、各部のヒートシンクを斬撃に転用した「ヒートギラブレード」、原典機よりも高出力化された胸部中央の射撃兵装「ビームバスター」、ヴェイガン系MSの共通装備である両掌のビームサーベル兼用型ビームバルカン。ブレイクデカール使用後の暴走状態では、テイルとブレードが無数の触手のように延びる現象が起きる。
MBF-PNN アストレイノーネイム
シバ・ツカサが使用するガンダムアストレイの改造機。
500戦以上におよぶGPDバトルを戦い抜いたツカサの相棒的存在であり、損傷と修復を繰り返した末に左右非対称の形状へと変貌している。最大の切り札として、『UC-MSV』に登場するガンダムデルタカイのサイコミュシステム「ナイトロシステム」を搭載。本来のナイトロは操縦者の能力を強制的に引き上げるシステムであるが、本機のシステムはバトルフィールド上の空間解析データを操縦者にフィードバックし、反応時間を疑似的に短縮することで同等の機能を得ている。
武装は、『機動戦士ガンダムUC』のアームドアーマーシリーズを参考にした複合装備「ノーネイムユニット」、右前腕に装着された籠手型ビームサーベルユニット「ガントレットセイバー」、背部左側に懸架された折りたたみ式ビームサーベル。ノーネイムユニットには堅牢な装甲と強力なビームコートが施されており、通常時はペリース状の防御形態「Dエクステンション」で右肩を覆っている。中・遠距離射撃時は開放型バレルを展開した「Bスマートガン」となり、ナイトロ発動時は背部に5枚の翼を展開させ、クリアパーツで覆われた後頭部のフェイスと連動することで高精度の空間解析をおこなう「Xコネクトモード」に移行する。Xコネクト時の各翼は、遠隔操作式の斬撃武装「ブレイドドラグーン」としても使用可能。
スーパーショックガンダム
「シャノアール・ネオ」所属のSDガンダム5機が合体した姿。
頭部および胴体になるショックガンダム、右腕になるSGガンダム、左腕になるSGシャア専用ザク、右脚になるSGνガンダム、左脚になるSGサザビーで構成される。
分離時は軽量で機動性に優れた5機によるチームワークで敵を翻弄し、合体時は通常時の5倍の火力とパワー、防御力で圧倒する。ただし、合体状態で撃破されると再出撃に時間がかかるという欠点があり、被撃墜時にインターバルを経て再出撃可能なバトル形式では不利となる。
武装は5機の武器（ショックガンダムの銃剣、SGガンダムとSGνガンダムのバズーカ、SGシャアザクのマシンガン、SGサザビーのビームショットライフル）を合体させた大型銃「スーパーショックガンライフル」で、「ビルドダイバーズ」とのバトルではリクのシールドを打ち消し、ユッキーとコーイチを撤退させるほどの威力を発揮する。そのほかは、ポッキー型のサーベル（ν）、棒付きキャンディ型のジャベリン（ガンダム）、飴玉型のファンネル（サザビー）、板チョコ型のナックル付きシールド（シャアザク）とお菓子を模した武器が多い。
ガンダムフレーム・ゾゴック
『カスタマイズビルドコンテスト』ガンプラ最優秀賞作品からゲスト出演。投稿者は十字あままつ。

### GBN運営陣のガンプラ
OZ-06MS[MPD] リーオーNPD
AIで制御される「リーオー」ベースのNPD（Non Player Diver）ガンプラ。複数の頭部バリエーションがあり、バトル時の敵味方を問わずさまざまな局面で運用される。
武装は原典機と同じだが、運営側の設定で性能や特性を自在に変化させることができる。
GBN-GF01 GBN-ガードフレーム
バグなどの非常事態時に出動する警備ガンプラ。あらゆる地形環境に適応するべく、シンプルかつ汎用性と拡張性に優れたフレーム構造を採用している。この構造は本機独自の設計だが、その思想はジムを参考にしているとされる。通常時の性能は標準的だが、任務中はゲームマスターの権限で各パラメータを大幅に強化することも可能。一般的な曲面フルフェイス型と、不具合発生時のディメンションの環境に対応した角状キャノピー型の2種類の頭部形状をもつ。本来は実体のないデータ上の機体だが、そのシンプルさと拡張性の高さがダイバーたちに評価され、通常のガンプラとして商品化されている。
武装は長短2種類のバレルに換装可能な速射型ビームライフル。
GBN-GF/RX78 GBN-ベースガンダム
RX-78-2 ガンダムに似た外装を施した派生機。
この外装には「ゲインアーマー」と呼ばれる特殊装甲が採用されており、オリジナルのRX-78-2をもとにした機体特性と性能の再現を可能にしている。
武装もオリジナル機と同じだが、GBNの管理者権限とゲインアーマーの特性により、ほかのガンプラを凌駕する攻撃力と防御力を発揮する。

## スタッフ
- 企画 - サンライズ
- 原作 - 矢立肇、富野由悠季
- シリーズ構成 - 木村暢
- キャラクターデザイン原案 - ハラカズヒロ
- キャラクターデザイン - 戸井田珠里
- メカニックデザイン - 大河原邦男、海老川兼武、阿久津潤一、石垣純哉、形部一平、寺岡賢司、寺島慎也、柳瀬敬之、鷲尾直広
- チーフメカアニメーター - 久壽米木信弥、宇田早輝子
- 美術デザイン・美術監督 - 益田健太
- 色彩設計 - 菊地和子
- 音響監督 - 明田川仁
- 撮影監督 - 杉山大樹
- 編集 - 野尻由紀子
- 音楽 - 木村秀彬
- 音楽プロデューサー - 木村憲一郎、山田智子
- アクション監督 - 大張正己
- エグゼクティブプロデューサー - 出原隆史、小形尚弘
- 制作協力 - ADK
- 企画協力 - BANDAI SPIRITS ホビー事業部
- プロデューサー - 高林庸介（テレビ東京）、小川正和
- 監督 - 綿田慎也
- 製作 - テレビ東京、創通、サンライズ

## 主題歌
「Diver's High」
第1クールオープニングテーマ。作詞・作曲・歌はSKY-HI、編曲は亀田誠治。
「Infinity」
第2クールオープニングテーマ。作詞・作曲はYUICHI、編曲はSWANKY DANK、鈴木Daichi秀行、歌はSWANKY DANK。
「明日へ」
第1クールエンディングテーマ。作詞はKAO、作曲は平間亮之介、編曲は小田真、歌はIris。
「スタートダッシュ」
第2クールエンディングテーマ。作詞は幹葉、高橋久美子、作曲は寺西裕二、編曲はIf I、歌はスピラ・スピカ。

## 各話リスト
| 話数 | サブタイトル         | 脚本           | 絵コンテ               | 演出         | キャラクター作画監督                           | メカニック作画監督       | 放送日        |
| ---- | -------------------- | -------------- | ---------------------- | ------------ | ---------------------------------------------- | ------------------------ | ------------- |
|      | プロローグ           | 木村暢         | 綿田慎也               | 綿田慎也     | 戸井田珠里                                     | 久壽米木信弥 宇田早輝子  | 2018年 2月2日 |
| ep01 | Welcome to GBN       | 木村暢         | 綿田慎也               | 綿田慎也     | 戸井田珠里                                     | 久壽米木信弥 宇田早輝子  | 4月3日        |
| ep02 | 百鬼オーガ           | 木村暢         | 初見浩一               | 池野昭二     | 小谷杏子 中本尚                                | 高瀬健一                 | 4月10日       |
| ep03 | 守る者               | 木村暢         | 西澤晋                 | うえだしげる | 千葉道徳                                       | 有澤寛                   | 4月17日       |
| ep04 | 霊山の虎狼           | 黒田洋介       | 久藤瞬                 | 久藤瞬       | しんぼたくろう                                 | 阿部宗孝                 | 4月24日       |
| ep05 | 聖地・ペリシア       | 木村暢         | 内藤明吾               | 孫承希       | 江上夏樹 斎藤香                                | 松田寛                   | 5月1日        |
| ep06 | 過去と未来           | 木村暢         | 寺岡巌                 | イムガヒ     | 大籠之仁 山内尚樹                              | 大張正己                 | 5月8日        |
| ep07 | フォース戦           | 木村暢         | 錦田慎也               | 池野昭二     | 中本尚 尾崎正幸 山崎克之 渡邊兼介 野崎真一     | 久壽米木信弥             | 5月15日       |
| ep08 | フェス！             | 黒田洋介       | 内藤明吾               | 児谷直樹     | 小谷杏子                                       | 高瀬健一                 | 5月22日       |
| ep09 | オーガ再び           | 野村祐一       | 西澤晋                 | うえだしげる | 江森真理子 片山みゆき                          | 平岡雅樹 宇田早輝子      | 5月29日       |
| ep10 | 有志連合             | 黒田洋介       | 久藤瞬                 | 久藤瞬       | しんぼたくろう                                 | 阿部宗孝                 | 6月5日        |
| ep11 | アヤメの涙           | 木村暢         | 古橋一浩               | 孫承希       | 江上夏樹 斎藤香 大籠之仁                       | 鈴木勘太                 | 6月12日       |
| ep12 | 光る翼               | 野村祐一       | 寺岡巌                 | 池野昭二     | 山内尚樹 尾崎正幸 山崎克之 江上夏樹            | 松田寛 有澤寛            | 6月19日       |
| ep13 | デュエル-決闘-       | 黒田洋介       | 西澤晋                 | 児谷直樹     | 千葉道徳 西田亜沙子                            | 宇田早輝子 平岡雅樹      | 6月26日       |
| ep14 | 新しい力             | 木村暢         | 内藤明吾               | 久藤瞬       | 小谷杏子 中本尚                                | 大張正己                 | 7月3日        |
| ep15 | ロータス・チャレンジ | 黒田洋介       | 寺岡巌 綿田慎也        | 鳥羽聡       | 江森真理子 野崎真一                            | 久壽米木信弥             | 7月10日       |
| ep16 | 再会、友よ           | 木村暢         | 内藤明吾               | うえだしげる | しんぼたくろう                                 | 川原智弘                 | 7月17日       |
| ep17 | 共同戦線             | 野村祐一       | 西澤晋                 | 池野昭二     | 斎藤香 尾崎正幸 山崎克之 中島渚                | 高瀬健一                 | 7月31日       |
| ep18 | 男の意地             | 黒田洋介       | 斉藤哲人 寺岡巌        | 孫承希       | 片山みゆき 大籠之仁 中本尚                     | 松田寛 川原智弘          | 8月7日        |
| ep19 | ナデシコアスロン     | むとうやすゆき | 内藤明吾               | イムガヒ     | 牧孝雄 西田亜沙子 江森真理子 別所ゆうき 中本尚 | 平岡雅樹                 | 8月14日       |
| ep20 | 真実                 | 木村暢         | 西澤晋                 | 久藤瞬       | 千葉道徳 小谷杏子                              | 大張正己                 | 8月21日       |
| ep21 | 君の想い             | 黒田洋介       | 斉藤哲人 寺岡巌        | うえだしげる | しんぼたくろう                                 | 鈴木勘太                 | 8月28日       |
| ep22 | 誓う心               | むとうやすゆき | 内藤明吾               | 大久保朋     | 野崎真一 中本尚 斎藤香                         | 久壽米木信弥             | 9月4日        |
| ep23 | 宿命の二人           | 野村祐一       | 西澤晋                 | 鳥羽聡       | 山崎克之 大籠之仁 尾崎正幸                     | 高瀬健一 川原智弘        | 9月11日       |
| ep24 | 決戦                 | 黒田洋介       | 西澤晋 斉藤哲人 寺岡巌 | 池野昭二     | 西田亜沙子 牧孝雄 むらせまいこ                 | 大張正己 松田寛 平岡雅樹 | 9月18日       |
| ep25 | 新しい世界           | 木村暢         | 綿田慎也 大張正己      | 綿田慎也     | 戸井田珠里 千葉道徳                            | 久壽米木信弥             | 9月25日       |

## 放送局
| 放送期間 | 放送時間           | 放送局         | 対象地域       | 備考                      |
| --- | ------------------ | -------------- | -------------- | ------------------------- |
| 2018年4月3日 - 9月25日 | 火曜 17:55 - 18:25 | テレビ東京     | 関東広域圏     | 製作局                    |
| |                    | テレビ北海道   | 北海道         |                           |
| |                    | テレビ愛知     | 愛知県         |                           |
| |                    | テレビ大阪     | 大阪府         |                           |
| |                    | テレビせとうち | 岡山県・香川県 |                           |
| |                    | TVQ九州放送    | 福岡県         |                           |
| 2018年4月7日 - 9月29日 | 土曜 19:30 - 20:00 | BS11           | 日本全域       | BS放送 / 『アニメ+』枠    |
| 2018年4月9日 - 10月1日 | 月曜 23:00 - 23:30 | AT-X           | 日本全域       | CS放送 / リピート放送あり |
| テレビ東京系列の地上波6局のみ字幕放送を実施。 TXN各局では次回予告に登場キャラクターのボイスオーバーがあるものを放送。 BS11では次回予告ボイスオーバーが無いものを放送。 |                    |                |                |                           |

| 配信開始日   | 配信時間        | 配信サイト |
| ------------ | --------------- | --- |
| 2018年4月3日 | 火曜 19:00 更新 | ガンダムファンクラブ あにてれ |
| 2018年4月4日 | 水曜 12:00 更新 | アニメ公式サイト YouTube バンダイチャンネル 公式チャンネル WONDER!SCHOOL [ 注 24 ]                                                                                          |
| 2018年4月6日 | 金曜 12:00 更新 | バンダイチャンネル GYAO!ストア DMM.com Amazonプライム・ビデオ Google Play アクトビラ ビデオマーケット HAPPY!動画 PlayStation Video Hulu dアニメストア U-NEXT アニメ放題 dTV |
| 2018年4月7日 | 土曜 0:00 更新  | J:COMオンデマンド ビデオパス |
| 不明         | 不明            | Rakuten TV ひかりTV TSUTAYA TV |

## BD / DVD
| 巻 | 発売日         | 収録話          | 規格品番       | 規格品番       | 規格品番       |
| 巻 | 発売日         | 収録話          | ハイグレード版 | スタンダード版 | コレクターズ版 |
| -- | -------------- | --------------- | -------------- | -------------- | -------------- |
| 1  | 2018年9月26日  | 第1話 - 第13話  | BCXC-0058      | BCXA-1385      |                |
| 2  | 2018年12月21日 | 第14話 - 第25話 |                | BCXA-1386      | BCXC-0059      |

| 巻 | 発売日         | 収録話          | 規格品番  |
| -- | -------------- | --------------- | --------- |
| 1  | 2018年7月27日  | 第1話 - 第4話   | BCBA-4916 |
| 2  | 2018年8月28日  | 第5話 - 第8話   | BCBA-4917 |
| 3  | 2018年9月26日  | 第9話 - 第12話  | BCBA-4918 |
| 4  | 2018年10月26日 | 第13話 - 第16話 | BCBA-4919 |
| 5  | 2018年11月22日 | 第17話 - 第20話 | BCBA-4920 |
| 6  | 2018年12月21日 | 第21話 - 第25話 | BCBA-4921 |

## 関連番組
ガンダムビルドダイバーズ特別編 夏だ！ガンプラバトルにダイブ！
第16話放送の翌週にAT-X以外の放送局で放送された特番。出演は佐藤哲夫、おかずクラブ、池田美優。
佐藤の案内でガンプラベース東京を訪れたおかずクラブと池田が本作の登場ガンプラを自分なりに組み立て、それを実際にスキャンして操縦する最新のガンプラバトルを体験したほか、第16話までのダイジェスト映像「リク&ユッキーのバトルダイジェスト」が放送された。

## 公式外伝
2018年6月より展開される公式スピンオフ作品群。各作品の主要人物およびガンプラはアニメ本編中にもゲスト出演している。

### ガンダムビルドダイバーズ ブレイク
『月刊ガンダムエース』で連載。メカニックデザインは柳瀬敬之、キャラクターデザインはハラカズヒロ、シナリオは関西リョウジ、作画はしいたけ元帥が担当。
アニメ本編の裏側を描いた漫画作品で、ブレイクデカールへの憧れと痛みの狭間で葛藤するマスダイバーの姿を描く。アニメ本編でリクがGBNを始める以前の時期を描いた「Before」と、以後の時期を描いた「After」の二つのストーリーに分けられ、時間の経過にしたがって登場人物の思想やガンプラの外見が変化する。

#### 『GBD-B』の登場人物
アーク
声 - 竹田海渡
主人公。関西弁を話す攻撃的な雰囲気の少年。使用ガンプラはガンダムシャイニングブレイク。
「Before」では、ブレイクデカールの不正を認めながらもその面白さに惹かれ、ほかのマスダイバーを専門に狩る異色のマスダイバーとして活動する。「After」では一転してマスダイバーから足を洗い、キョウヤを中心とする反マスダイバーの有志連合に参加する。アニメ本編第10話でも、有志連合の会議場でその姿が確認できる。
ゼン
声 - 宮崎遊
もうひとりの主人公。使用ガンプラはG-エルス。
「Before」では、GBNを始めたころに出会ったアークとブレイクデカールの魅力に惹かれ、コンビフォース「ZA-∀Z（ザッズ）」を結成する。「After」ではブレイクデカールへの依存が進行していき、マスダイバーをやめたアークと対立する。アニメ本編第13話では、シバのメッセンジャーとしてリクに接触する。
アインソフ
マスダイバー狩り専門のフォース「アイン・ソフ・オウル」のリーダー。使用ガンプラはガンダムザラキエル。
GBNの記録に残らないマスダイバーを相手にしているためランキング外となっているが、その撃墜数はクジョウ・キョウヤにも匹敵するとされている。
オノコ（ユメサキ・エモ）
男らしさを追求している3人組フォース「魂太（ごんぶと）」のリーダー。ログイン時は筋骨たくましい男性の姿をしているが、現実世界では桃色の髪が特徴の活発な少女。フォースの理念にしたがい男らしくあろうと努めているが、年ごろの乙女らしい面もある。悪事を働くマスダイバーを自分たちの男気で更生させ、仲間に引き入れるという計画のもとにマスダイバー退治にいそしんでいる。自分の窮地を救ってくれた「ZA-∀Z」のファンとなり、その動向を追うようになる。
ノブヲ、ザカモト
「魂太」のメンバーたち。ノブヲは小柄でオノコに従順、ザカモトは出っ歯で冷めた雰囲気の少女。二人とも現実世界では美形の男性で、オノコが女性だとは知らなかった。

#### 『GBD-B』の登場ガンプラ
GF13-017NJ/B ガンダムシャイニングブレイク
アークが使用する「HGFC シャイニングガンダム」の改造機。機体デザインは柳瀬敬之。
格闘戦用の原典機をオーソドックスな汎用機に回帰させつつ、広い可動範囲を活かした飛行形態「シャイニングベルクート」への変形機構が追加されている。当初はスーパーモード用の装甲展開機構は撤去されていたが、のちにこの機構を活かした必殺技「シャイニング・ブーストフィンガー」を編み出す。「Before」ではティターンズカラーに似た黒基調、「After」では対照的な白基調の機体色となる。
武装は、異なる口径をもつ頭部のバルカン砲計4門、飛行形態時の機首を兼ねるビームライフル、同じく飛行形態時の上面フェアリングおよび主翼となるシールド、原典機純正のビームソードを流用した長短のビームサーベル2基。ビームライフルはジェネレーターに直結することで高威力の射撃が可能になるほか、シャイニング・ブーストフィンガーの発動ユニットとしても使用される。
YG-III G-エルス
ゼンが使用する「HG G-セルフ」の改造機。機体名は、原典機の「セルフ（自己）」と対をなす「エルス（その他）」が由来となっている。機体デザインは海老川兼武。
「四肢末端部の機能拡張」という基本概念のもとに、バックパックの機能性を凝縮させた拡張装備「グローアップユニット」を両手足に装着している。「Before」では白基調の機体色だが、「After」ではマスダイバーの王を目指すゼンの心境を反映した黒基調へと変化し、頭部には4つの目と4本のアンテナをもつ異形のマスクアーマーが装着される。
武装は、ビームライフルやビームサーベル、クロー、シールド、そして推進装置の機能が集約された両腕の多機能ユニット「グローアップアーム」、猛禽の鉤爪を思わせる両足の「グローアップレッグ」、原典機純正のビームライフル。各部のグローアップユニットは分離して遠隔操作することが可能。
GN-011Z ガンダムザラキエル
アインソフが使用する「HG ガンダムハルート」の改造機。
陸戦能力の強化を目的とした改修が施されており、対地攻撃用の高速飛行形態「GNスカイ」と、地上走行用の重戦車形態「GNブル」の2種類の変形パターンをもつ。背部左右のサイドコンテナは、GNブル用の無限軌道を増設するために原典機とは表裏逆に配置されており、コンテナを上下反転させることで形態を切り替える。ディメンション内に潜むマスダイバーの活動と位置を把握するため、原典機のGNミサイルコンテナの代わりに「GNレドームユニット」を搭載している。ブレイクデカールで防御力を高めた不正ガンプラを確実に撃破するために一撃の威力を重視した改修が加えられており、一瞬の恐怖で相手を葬る姿から死を司る天使「ザラキエル（サリエル）」の名が与えられた。ほかにも、原典機のトランザムシステムや「マルートモード」に相当する特殊システムも搭載している。
原典機の各種武装に加えて、ビームの出力調整や偏向、取り外しての手持ち使用が可能なサイドコンテナ内側の「GNヒュージキャノン」2門、GNスカイ・GNブル時の機首ユニット左右に内蔵された「GNノーズバルカン」2門を追加装備する。
RMS-099BC ビルドΓガンダム（ビルドガンマガンダム）
オノコが使用する「HGUC リック・ディアス」の改造機。機体名は原典機の初期の命名案である「ガンマ・ガンダム」を由来とする。機体デザインは海老川兼武。
よりガンダムらしいヒロイックさを追求した改修が加えられており、頭部は改造前のモノアイカメラを残しつつツインアイとV字ブレードアンテナを追加、背部左右のブースターバインダーは準サイコミュ兵器を組み込んだ独自品に換装され、機体色も白基調に変更されている。さらに、重武装に対応した内部構造の強化もおこなわれている。
武装は、連射式の4連装大型ビームバズーカ「ビームガトリングバズ」、バインダー自体を有線式の遠隔操作兵器とした「ブースターバインダーキャノン」2基、原典機純正のビームピストル2挺とビームサーベル1基。必殺技はビームガトリングバズによる高速連射「列・男震具（）」。なお、ビームガトリングバズの左側面には余剰パーツとなった原典機の頭部がまるごとセンサーとして組み込まれており、当初はここに人を乗せて命中精度を高める予定だったが、仲間に反対されたため実現していない。

#### 書誌情報
- しいたけ元帥（漫画）、関西リョウジ（シナリオ） 矢立肇・富野由悠季（原作） 『ガンダムビルドダイバーズブレイク』 KADOKAWA〈カドカワコミックス・エース〉、全2巻
  1. 2018年12月26日発売、ISBN 978-4-04-107353-7
  2. 2019年9月26日発売、ISBN 978-4-04-108467-0

### GundamBuildDivers GIMM&BALL's WorldChallenge
略称は『GBWC』。アニメ本編の公式サイトと、『電撃ホビーウェブ』編集部が刊行する模型誌『ガンダムホビーライフ』で連載。メカニックデザインはNAOKIと石垣純哉、キャラクターデザインは小池智史、シナリオは野村祐一が担当。
模型作例を用いたフォトストーリーで、主人公である二人のイケメンダイバー「ジム」と「ボール」の活躍とGBNで発生した仕様外のアイテム「黄金のポリキャップ」を巡る戦いをコメディタッチで描く。作中に登場するガンプラは、歴代の『ガンプラビルダーズワールドカップ』日本大会の優勝者たちが製作を担当している。

#### 『GBWC』の登場人物

##### ブイカーズ
二人の主人公が結成するコンビフォース。当初は互いの家庭環境と価値観の違いから対立するが、楽しいガンプラパーリィ（パーティー）をしたいという思いの一致から意気投合し、フォース結成に至る。GBNデビュー時に本名である「ティム」と「カール」でダイバー登録を申請するが、受付の手違いで語感が似ている「ジム」と「ボール」で登録され、以降もその名を使い続けている。当初は二人ともガンプラ初心者だったが、ガンプラ・ビルド・トレーナーのマキから課されたトレーニングキット製作1000本修行をこなした結果、1年で劇的な成長を遂げる。偽ガンプラ「ガンプーラ」をGBN中に蔓延させようと暗躍する闇金型マフィアの策略で現実世界へのログアウトができなくなり、直後に天から聞こえてきた謎の声から「GBN内に存在するレジェンド・ガンプラを倒し、それに装着されている黄金のポリキャップを手に入れることで現実世界に戻れる（かもしれない）」という言葉を信じてディメンション中を旅することになる。
ジム（ティム・バレット）
ポジティブ思考な高校3年生。裕福な家庭の生まれであるが、自分と1歳しか違わない若い女性と再婚した父親に反感を抱いている。
両親の旅行中に父親の部屋に隠された「MG ジム・ドミナンス」を発見したことがきっかけで、初めてガンプラ製作を体験。GBNでの初バトルで惨敗したことがきっかけで、大学進学をやめるほどにGBNにのめり込むようになる。
ボール（アズマ・カール・トンプソン）
パントマイムのように身振り手振りのみでガンプラを組み立て、その再現度を競う「エア・ガンプラ世界選手権」の第87回大会優勝者。
6人の妹がいる母子家庭の生まれで、苦しい家計を助けるために贅沢を控えてきた結果、あらゆる趣味嗜好を空想と身ぶり手ぶりでおこなう「エア行動」をきわめている。エア・ガンプラ選手権の優勝賞品である「MG ボール」を入手したことがきっかけで、本物のガンプラ製作とGBNダイバーとしての活動を開始する。ネット上に掲載されているガンプラの組立説明書の内容をすべて暗記しており、現実のガンプラ製作にもその能力が生かされている。6人組女性アイドルグループ「プチ・ルー」の大ファンであり、なかでも長女ギター（リードギター）の「のぞみん」を推しメンにしている。

##### ブイカーズの家族・関係者
ヴィオラ
ジムの1歳下の従兄妹で、親同士が決めた婚約者（フィアンセ）。ジムとの結婚に乗り気だが、一方のジムは妹のような存在としてしか認識していないばかりか、ほかの女性にもてない原因として逆恨みしている。GBNにのめり込むジムを否定しながらも、それがきっかけで自身もGBNへの興味をもつようになる。
マキ
世界有数のガンプラ・ビルド・トレーナー。男性だが心は女性そのもの。知人であるジムの父親は初恋の人物であり、ジム・ドミナンスのキットを贈っている。

##### ジェヴォーダンウルフ
「ブイカーズ」と同じく「黄金のポリキャップ」を求めて活動している女性二人組のフォース。現実世界では赤ずきんのコスチュームを着た6人組アイドルグループバンド「Le petit Chaperon rouge（ル・プチ・シャペロン・ルージュ、通称プチ・ルー）」で活動しており、グループ内でも突出した人気を誇る二大エースでもある。ファンのまえでは愛想よくふるまっているが、本心ではグループのブラック体質に嫌気が差しており、グループのイメージとは逆のハードロックバンドをやりたいと思っている。GBNでの活動も本業のストレスを発散するために始めたものであり、誰彼構わず因縁をつけてバトルを挑み、フォースポイントを荒稼ぎしている。ある日、「黄金のポリキャップ」を見つければ「プチ・ルー」から引き抜いて新たなバンドでデビューさせてやるという謎の声を聞き、それを信じて「黄金のポリキャップ」探しに邁進するようになる。
ノズ
近接戦闘担当。ショートボブの髪形に白いゆるふわ系の衣装を着た少女。「プチ・ルー」としての芸名は「のぞみん」。普段は可愛らしくふるまっているが、本性は酒とハードボイルド映画を愛好する血気盛んな人物。
マーキー
遠距離狙撃担当。ノズと対をなす長い黒髪と黒い衣装が特徴で、胸も大きい。「プチ・ルー」としての芸名は「まゆゆん」。本人いわく「コミュ障」で、不愛想で口が悪い。ガンプラを破壊するのが大好き。

##### レジェンド・ガンプラのビルダーと関係者
「黄金のポリキャップ」を所有するダイバーとその縁者たち。
ヨシ
ディメンション内に出店している出前専門の蕎麦屋「三木亭」の店主。使用ガンプラはゼータキュアノス。どんな場所でも蕎麦がのびるまえに配達を終えるほど出前の速さには定評があったが、最近ではのび切っていることから「ノビノビ男爵」と揶揄されている。以前は同じフォースの仲間たちが店員として働いていたが、現在は妹のセリカ以外全員が辞めている。
ある日、天からの謎の声とともに「黄金のポリキャップ」を手に入れ、その言葉に悩むあまり仕事に支障をきたしていた。
セリカ
ヨシの妹で三木亭の店員。調理と出前に専念しているヨシに代わって店全体を切り盛りする実質上の経営者であり、それにちなんでヨシからは「司令官（コマンダー）」と呼ばれている。しかし、自分とヨシ以外のメンバーが辞めて二人きりになっているため、今の立場は「小隊長以下」だと自嘲している。
所持金（ダイバーポイント）不足で出前の支払いができなくなった「ブイカーズ」を一時的に店に雇うが、粗相を繰り返す二人に怒りと冷たい視線を送る。「黄金のポリキャップ」を手に入れてから腑抜けていたヨシの視線を自分に向けさせるべく、「ブイカーズ」に自分を誘拐させるというひと芝居を打つ。
シモダ
GBN内でフォースネストの改装・改築を請け負う工務店の経営者。しかし、顧客の要望や予算をはるかに超えた大げさなプランを提案するため、いまだに受注が取れたことはない。その大げさな気質はガンプラの作風にも反映されており、大量の流用パーツを盛り付けた「全部盛り」系の派手な作品を好む。現実世界でも建築関係の仕事に就いていたが、自分のセンスのなさに絶望して退職し、そのままGBN内に引きこもるようになった。
元上司であるローレッタの策略で「黄金のポリキャップ」を含む自分の私物を懸けた勝ち抜き方式のバトルに参加させられ、「黄金のポリキャップ」を求めていたボールを含む5人の参加者たちと対戦する。ローレッタに無様な姿を見せまいと奮起して4人目までを難なく下し、5人目のボールも追い詰めていくが、ストームブリンガーとともに途中参加してきたジムに拮抗され、機体の耐久性の差で惜敗する。しかしこの戦いで過去の悩みを吹っ切り、「ブイカーズ」に快く「黄金のポリキャップ」を譲渡する。
ローレッタ
シモダの元上司である妙齢の女性。シモダの「全部盛り」のセンスを欠点ではなく「ひとつの個性」として評価しており、同時にひとりの男性としても意識している節がある。職場を辞めて腐っているシモダへの荒療治として、シモダの私物を懸けたバトルを無断で企画する。
ロック学園長
ガンプラ製作が得意でない女子を集めて製作の極意を教えているフォース「ガンプラ女学園」の学園長。「女子にガンプラ作りの楽しさを広めて欲しい」という謎の声とともに「黄金のポリキャップ」を授かり、フォースの結成に至る。知的で落ち着いた雰囲気から生徒たちの人気は高いが、内心では生徒に手を出したいという俗な欲求を抱えており、自分のイメージを崩さないために必死に欲求を抑えている。
ジム（ジム江）とともに学園に潜入してきたボールの女装姿（ボル美）のなかに秘められた強い「ガンプラ愛」を感じ取り、自身の思いを告白してくる。
ヤマタツ
ガンプラとGBNを深く愛する男。交際していた彼女が自分とGBNをプレイするために購入したキットが偽物（フェイク・ガンプラ）のガンプーラであることに怒り、彼女を激しく罵倒したことで破局。ガンプラに詳しくない彼女の事情を考えなかった自分のあやまちを後悔するとともに、その原因となったガンプーラを強く憎み、GBNから撲滅することを誓っている。突如自分に語り掛けてきた謎の声から「黄金のポリキャップ」を授かっている。
異質な形状をもつポリポッドボールをガンプーラの一種と誤解したことで「ブイカーズ」と交戦。ボールの作風を非難しつつ追い詰めていくが、友への罵倒に怒ったジムの「ガンプラは形ではなく心」という主張を聞き、自分のために一生懸命ガンプーラを作っていた彼女の心を大切にするべきだったと反省し改心。「ブイカーズ」に謝罪と感謝の言葉を述べ、「黄金のポリキャップ」を譲り渡す。
ユースケ
強面と大柄な体格が特徴の大学生。その外見と寡黙さから、周囲からは武闘派と誤解され恐れられているが、性格は引っ込み思案な小心者。容姿のせいで現実世界での友人に恵まれないのが悩みで、顔を隠して他者と交流できるGBNを心のよりどころにしている。ガンプラビルダーとしては天才的な素質をもち、緻密かつ複雑な工作を難なくこなす。作風はヤマタツに似た「全部乗せ」系であるが、これは本人の好みというよりは、敗北することへの強い不安から過剰に装備を付け足していった結果によるものである。
互いが所持する「黄金のポリキャップ」を賭けて「ブイカーズ」と対戦し、乗機の大火力による手数の多さを活かして圧勝する。これにより「ブイカーズ」が所持していた4個の「黄金のポリキャップ」すべてを獲得するが、後日の再戦では新装備のG.H.L-M.A.D GUNに苦戦し惜敗。しかし、互いに全力を出し尽くしたバトルの内容には満足し、同じガンプラを愛する者としての礼儀として、コンプレックスを抱いていた自分の素顔を「ブイカーズ」に見せる。
カツ
プチ・ルーの一番のファンを自称するダイバー。「ブイカーズ」と「黄金のポリキャップ」の一件でアイドル活動に身が入らないのぞみん（ノズ）とまみみん（マーキー）の姿に我慢ならず、二人にそのことを注意する内容のラブレターを渡そうとプチ・ルーの楽屋に忍び込むが、ノズのバッグに入っていたキュベレイダムドを見つけたことで二人がダイバー活動をしている事実を知る。そこで、二人をGBNから遠ざけ「プチ・ルー」に専念させなければならないという気分勝手な使命感に駆られ、「ブイカーズ」と会談中だった二人を拉致しGBNからの引退を迫ろうとする。ほどなく二人を取り戻そうと追ってきた「ブイカーズ」を自機の大火力で殲滅しようとするが、空中にいるジムの陽動に気を取られた隙に、砂中に潜んでいたボールの接近を許し敗北する。機体を降りてからも、ボールと「プチ・ルー」の一番のファンの座を主張し合い口論するが、ファンとして自分を思ってくれる両者の姿に心打たれたノズに感謝のキスをされたことで矛を収める。その瞬間、まぶしい光とともに手の中に「黄金のポリキャップ」が現れ、6人目のレジェンド・ガンプラビルダーであることが判明する。
シューン
闇金型マフィアのナンバー2（アンダーボス）。かつてはガンプラに没頭し過ぎるあまり社会不適合者となっていた過去をもち、そんな自分を拾い育ててくれた首領（ドン）への恩義を果たそうと働いている。「ブイカーズ」がGBNからログアウトできなくなるようサイバー介入していた張本人であり、その介入をはねのけた「黄金のポリキャップ」の力を得ようと暗躍する。正体を隠してノズとマーキーに接触し、バンドデビューを餌にポリキャップを集めさせていた。
「ブイカーズ」と和解し親睦を兼ねたフォースバトルをおこなっていたノズたちを捕らえ、次いで「ブイカーズ」を乗機の特殊ツールで無力化しようとする。しかし、ジムのポケットに入っていた「黄金のポリキャップ」の力でツールを無効化され、「ブイカーズ」の「ガンプラが好き」という純粋な訴えにかつての自分も抱いていた同じ思いを呼び起こされ戦意を喪失する。その瞬間、自身の懐のなかに7個目の「黄金のポリキャップ」現れ、最後のレジェンド・ガンプラビルダーであることが判明する。
ヤサ男
闇金型マフィアの幹部（カポ・レジーム）のひとり。シューンとは折り合いが悪く、いずれはアンダーボスの座を奪おうと機会をうかがっている。
「ブイカーズ」に敗北した直後のシューンを始末するべくガンプーラに乗って襲い掛かるが、それをかばおうとしたジムの介入により仕留め損ない、直後にシューンの反撃を受け撃破される。

##### そのほかのダイバー(GBWC)
琉依XIII醒（ルイじゅうさんせい）
1000翼（人）を超す大所帯フォース「結社666（けっしゃトライヘクス）」の堕天使長（リーダー） 。使用ガンプラはフェイク・ガンダム。その言動やセンスは中二病そのもので、現実世界でも本物の中学生（ただし3年生）である。
GBNデビュー直後だった「ブイカーズ」のバトルに割り込み、二人の機体を即座に行動不能に追い込むが、自分が中学生であると見破られたことに狼狽する。それから1年後に復帰してきた「ブイカーズ」の再挑戦を受けるが、成長を遂げた二人の前に完敗する。

#### 『GBWC』の登場ガンプラ
アニメ本編やほかの外伝作品とは異なり、MGなどの1/100スケールが主流となっている。

##### ブイカーズのガンプラ
RGM-79TB-1[TB] ジム・タービュレンス
ジムが使用する「MG ジム・ドミナンス」の改造機。「タービュレンス（乱気流）」はヴィオラによって命名された。なお、ジムは同じジム・ドミナンスのキットを3機製作しており、本機はそのうちの1号機をベースとしている。頭部には照準および索敵能力を高めた改良型センサー、背部には機動性を高めた大型バックパックが追加され、機体色もミリタリー調のダークグリーンに変更されている。
武装は、改修前と同じ右腕の二連ビームキャノンと左腕のボックスビームサーベルユニット、新型バックパックの上部左右に装備された手持ちのビームサーベル2基。
RX-78TB-2[SB] ガンダムストームブリンガー
ジム・タービュレンスの製作で得た経験をもとに、ジム・ドミナンス2号機を改修した機体。「ストームブリンガー（混沌の嵐の剣）」はタービュレンスに引き続きヴィオラが命名した。頭部がツインアイのガンダムタイプに換装され、機体色もトリコロールに変更されている。装甲や出力の強化を図った結果、レジェンド・ガンプラにも匹敵する完成度を得ている。武装はタービュレンスと同じものを装備する。デビュー戦となったシモダとのバトル後は、多目的統合コンセプトウェポンモジュラー「GHL-TBA（ガンアタック・ハイパーベロシティ・リンクアップ）」を譲られ装備する。
ガンダムストームブリンガー F.A.（フェイタル・アッシュ）
ストームブリンガーの改修機。機体色がタービュレンスと同じダークグリーンに戻され、バックパック上部には360ミリロケット砲と精密照準システムが追加されている。
RB-79PP ポリポッドボール
ボールが使用する「MG ボール（シャークマウスマーキング仕様）」の改造機。ボールの「奇をてらって女性にもてたい」「宇宙でもガンダムに足があるのはずるい」という気持ちから、4本の歩脚を備えた地上戦対応機として製作されている。改造部分はホビーショップから無料で入手したジャンクパーツで構成されている。武装は改造前と同じ上部のキャノン砲のみ。
RB-79PPS ポリポッドボール・スピーカー
破壊された上部キャノン砲に代わり大型の拡声器を装着した仕様。別名「URUSAI形態」。ボールが好きな「プチ・ルー」の曲を大音量で流すのが目的であるが、ほかのパーツやセンサーに干渉し、頭上方向への索敵能力が削がれるという欠点がある。
RB-79PPT ポリポッドボール・トリプル
上部に「HGUC ボール」、そのさらに上部に「ハロプラ ボールハロ」を重ねて装着した姿。別名「串団子形態」。団子のような姿で相手に空腹を感じさせ、戦意を喪失させる戦法を想定している。
RB-79PPO ポリポッドボール・オクトパス
上部に下部と同型の脚部4基を増設した姿。別名「上を下への大騒ぎ兄弟」。自機の上下方向を見失わせることで、敵の混乱を誘う戦法を想定している。

##### レジェンド・ガンプラ
ゼータキュアノス
ヨシが使用する「MG Ζプラス」の改造機。「MG Ζガンダム Ver.2.0」や「MG リ・ガズィ」のパーツを組み合わせることで、宇宙用のウェイブライダー、大気圏圏内用のウェイブシューター、リ・ガズィのBWS（バック・ウェポン・システム）の改修型「PBWS（プロトタイプ・バック・ウェポン・システム）」を装着した大出力重攻撃強襲形態「ウェイブダイバー」の3形態に変形する。出力と最高速度に優れる反面、追加装備による重量増が原因で加速や旋回性能が低下している。
ガンダムストライクフリーダムMR-G
シモダが使用する「MG ストライクフリーダムガンダム」の改造機。ストライカージンクスなどの他キットから流用したパーツが多く移植されており、ダイナミックかつ独特のボディバランスをもつ。原典機をさらに上回る火力と機動性を発揮する一方で、多忙の合間を縫って作ったため表面処理の仕上げが甘く、耐久性は想定値よりも大きく低下している。
ウイングガンダムゼロルシファー
ロック学園長が使用する「MG ウイングガンダムゼロ EW」の改造機。4枚のウイングに高出力ジェネレーター兼ブースターと計8基のメッサーツバーク、ツインバスターライフルの左右に銃剣が増設され、圧倒的な火力と運動性を発揮する。
ガンダムノイズキャンセラ
ヤマタツが使用する「MG ガンダムアストレイ」の改造機。GBNにはびこるノイズ（バグやガンプーラ）の抹消を目的とした実験機であり、パイロットの脳波信号を機体にフィードバックすることで、優れた瞬発力と反応速度を実現している。さらに、頭部のマスク部分から放出されるフィールドによってディメンション内の時空をゆがめ、宇宙ステージと同じ無重力空間化したり、自機の存在を隠す光学ステルスウォールとしても機能する。ストームブリンガーを振り切るほどの機動性を発揮する反面、軽量化により装甲が削減されているため、少しの被弾でも致命傷になるのが欠点。
武装は、回転させることで打撃用のトンファーと射撃用の機関砲に切り替え可能な両腕の「トンファー・ウェポン」。
フルアーマーガンダム 〜バラージュ ザ ヘッジホッグ〜
ユースケが使用する「MG フルアーマー・ガンダム Ver.Ka（GUNDAM THUNDERBOLT版）」の改造機。「バラージュ ザ ヘッジホッグ」は「弾幕ハリネズミ」を意味し、圧倒的な火力で敵を殲滅することを目的としている。背部には、ライバル機である「MG 高機動型ザク“サイコ・ザク” Ver.Ka(GUNDAM THUNDERBOLT版)」から流用した大型プロペラント・ブースター付きのバックパックが移植され、それ自体が武装プラットフォームとして機能する。
武装は原典機の装備を強化した二連装ビームライフルや各部のミサイル、ロケットランチャーに加えて、表面にIフィールド・ジェネレーターを設置したバックパック用サブアーム先端のシールド4枚、「1/100 ガンダムヴァーチェ」のものを改造したバックパック右上段のGNバズーカ、中央のプロペラント・ブースター周囲に懸架された二連装ビームガトリング砲付きのシールドファンネル4基、上部ブースターに直列で配置されたミサイルランチャー6基、ガンダムAGE2のミサイル2発にビーム・バルカンとビーム・ライフルを各2挺ずつ。
ジ・O
カツが使用する「MG ジ・O」の改造機。「RE/100 ナイチンゲール」のパーツを組み合わせたミキシングビルド機で、巨大なホバー・ユニットを組み込んだスカートアーマーや多彩な火器を装備した移動要塞というべき威容をしている。その巨体ゆえに機動性で劣るため、火器の一斉射撃で敵の接近を阻みつつ撃破するのを基本戦術としている。
ジオング・スペクトラ
シューンが使用する「MG ジオング」の改造機。頭部のアンテナが撤去されている以外は原典機から大きなシルエットの変化はないが、白亜の機体色と全身に追加された緻密なパネルラインは神々しさを感じさせる。基本性能の高さのみならず、闇金型マフィアが開発した特殊ツール「スーパー・ウルトラ・サイバー・ウェポン」を発動することで、敵機を無条件で行動不能にすることができる。

##### そのほかのガンプラ(GWBC)
フェイク・ガンダム
琉依XIII醒の使用ガンプラ。裏プラモデル企業「フェイクス社」が販売しているフェイク・ガンプラ（ガンプラのコピー商品）「ガンプーラ」の一種で、一見普通の「RX-78 ガンダム」だが、細部は異なっている。さらに、フェイクス社の裏で暗躍する闇金型マフィアの手によって、GBN内で蔓延するガンプーラの情報を漏らそうとするダイバーをログアウトできなくする特殊ツールや、証拠隠滅のための自爆装置が組み込まれている。
AMX-004DMD キュベレイダムド
ノズが使用する「MG キュベレイ」の改造機。原典機よりも極端に大型化したマニピュレーターが特徴で、格闘用のクローとして機能する。ほかにも、細くなった腰部やヒール部分がかさ上げされた足首など独特の体型をもつ。武装は原典機と同じだが、マニピュレーターの大型化によってビームサーベルが握れなくなっているため、グリップを袖口に収納したままでビーム刃を発生させる。
キュベレイ・アンリベール
ダムドの形状はそのままに、機体色を原典機と同じ配色に戻した姿。
MSR-00100CR 百式壊（ひゃくしきクラッシュ）
マーキーが使用する「MG 百式 Ver.2.0」の改造機。ダムドと共通のフレームをベースにした姉妹機で、ダムドの白と対をなす黒系の機体色と、両腕が極端に肥大化した独特の体型をもつ。ダムドの後方支援を担う狙撃機として製作されているが、原典機から大型化されたウイングバインダーとスラスターを装備したバックパックによって機動性と運動性にも秀でている。武装は、シモダの倉庫から奪った「GHL-TBA」を組み込んだ専用ビームライフル。